# Việt Nam Dân chủ Cộng hòa
Việt Nam Dân chủ Cộng hòa (VNDCCH), cũng được gọi là Bắc Việt (tiếng Anh: North Vietnam), là một nhà nước ở Đông Nam Á tồn tại từ năm 1945 đến năm 1976. Là một thành viên Khối phía Đông, Việt Nam Dân chủ Cộng hòa chiến đấu chống Quốc gia Việt Nam do Pháp hậu thuẫn và Việt Nam Cộng hòa. Năm 1976, Việt Nam Dân chủ Cộng hòa hợp nhất với Cộng hòa miền Nam Việt Nam thành Cộng hòa xã hội chủ nghĩa Việt Nam.
Trong Cách mạng Tháng Tám sau Chiến tranh thế giới thứ hai, lãnh đạo Việt Minh Hồ Chí Minh tuyên bố độc lập và thành lập Việt Nam Dân chủ Cộng hòa vào ngày 2 tháng 9 năm 1945. Chính phủ Việt Minh bắt đầu củng cố chính quyền bằng cách trấn áp những đảng phái khác. Sau khi Pháp quay lại Việt Nam, Chiến tranh Đông Dương nổ ra vào tháng 12 năm 1946. Việt Minh rút khỏi các khu vực thành thị và tiến hành chiến tranh du kích tại các vùng nông thôn. Sau khi bại trận trong Chiến dịch Điện Biên Phủ, Pháp ký Hiệp định Genève vào năm 1954, thừa nhận nền độc lập của Việt Nam. Hiệp định Genève tạm thời chia lãnh thổ Việt Nam làm hai vùng tập kết quân sự theo vĩ tuyến 17, phía bắc thuộc quản lý hành chính của Việt Nam Dân chủ Cộng hòa, phía nam thuộc quản lý hành chính của Quốc gia Việt Nam, và quy định tổ chức tổng tuyển cử vào năm 1956 để thống nhất hai miền. 
Ủy ban Quốc tế về Giám sát và Kiểm soát được giao nhiệm vụ giám sát cuộc tổng tuyển cử. Tuy nhiên, Hoa Kỳ và Quốc gia Việt Nam không ký Hiệp định Genève. Hoa Kỳ ngầm khuyến khích Quốc gia Việt Nam không thi hành tổng tuyển cử. Năm 1955, một cuộc trưng cầu ý dân gian lận phế truất Bảo Đại và thành lập Việt Nam Cộng hòa dưới quyền Ngô Đình Diệm. Năm 1956, Ngô Đình Diệm tuyên bố không thi hành tổng tuyển cử với lý do không thể đảm bảo bầu cử tự do, công bằng ở Việt Nam Dân chủ Cộng hòa. Việt Nam Dân chủ Cộng hòa cáo buộc Ngô Đình Diệm muốn biến miền Nam thành thuộc địa kiểu mới và căn cứ quân sự của Hoa Kỳ. Việc tổng tuyển cử thất bại châm ngòi Chiến tranh Việt Nam.
Với sự hỗ trợ của các đồng minh xã hội chủ nghĩa bao gồm Liên Xô và Trung Quốc, Quân đội nhân dân Việt Nam và Mặt trận Dân tộc Giải phóng miền Nam Việt Nam chiến đấu chống Quân lực Việt Nam Cộng hòa. Hoa Kỳ cùng các đồng minh phương Tây như Úc, Hàn Quốc và Thái Lan can thiệp quân sự vào Việt Nam nhằm giúp Việt Nam Cộng hòa và ngăn chủ nghĩa cộng sản bành trướng ở Đông Nam Á theo thuyết domino. Năm 1969, Mặt trận Dân tộc Giải phóng miền Nam Việt Nam thành lập Cộng hòa miền Nam Việt Nam, được Việt Nam Dân chủ Cộng hòa công nhận là chính phủ hợp pháp, đại diện của nhân dân miền Nam. Năm 1973, Hoa Kỳ ký Hiệp định Paris với Việt Nam Dân chủ Cộng hòa, đồng ý rút quân khỏi Việt Nam. Năm 1975, Quân Giải phóng miền Nam Việt Nam và Quân đội nhân dân Việt Nam chiếm Sài Gòn, kết thúc Chiến tranh Việt Nam. Ngày 2 tháng 7 năm 1976, Việt Nam Dân chủ Cộng hòa và Cộng hòa miền Nam Việt Nam thống nhất thành Cộng hòa xã hội chủ nghĩa Việt Nam.

## Lịch sử

### Thành lập

Hồ Chí Minh đọc Tuyên ngôn độc lập tại Quảng trường Ba Đình.

Ngày 28 tháng 11 năm 1943, Tổng thống Hoa Kỳ Franklin D. Roosevelt đề xuất giao quốc tế quản lý Đông Dương. Liên Xô chấp thuận đề xuất này, nhưng sau đó Hoa Kỳ ủng hộ Pháp khôi phục cai trị Đông Dương để lôi kéo Pháp chống Liên Xô. Hoa Kỳ cũng đồng ý Trung Hoa Dân Quốc vào miền Bắc Việt Nam giải giáp Quân đội Đế quốc Nhật Bản.
Sau khi Nhật đảo chính Pháp tại Đông Dương, Bảo Đại ra Tuyên cáo Việt Nam độc lập vào ngày 11 tháng 3 năm 1945, tuyên bố hủy bỏ Hòa ước Giáp Thân, khôi phục chủ quyền Việt Nam, thống nhất Bắc Kỳ, Trung Kỳ và Nam Kỳ.
Ngày 24 tháng 3 năm 1945, Charles de Gaulle tuyên bố khẳng định chủ quyền Pháp tại Đông Dương, nhưng sẽ cho phép Đông Dương thực thi quy chế tự trị với Hội đồng Liên bang được thành lập với không quá 50% là người bản xứ.
Ngày 7 tháng 4 năm 1945, Bảo Đại ký Đạo dụ số 5 chuẩn y thành phần nội các Trần Trọng Kim. Ngày 12 tháng 5, Bảo Đại giải thể Viện Dân biểu Trung Kỳ. Tháng 6 năm 1945, chính phủ Trần Trọng Kim đặt quốc hiệu là Đế quốc Việt Nam.
Trung tướng Nhật Bản Tsuchihashi Yuitsu cho rằng Việt Nam chỉ được độc lập trên danh nghĩa và Nhạt Bản phải kiểm soát chặt chẽ chính phủ mới của Việt Nam. Theo tác giả Daniel Grandcléme, thoạt đầu Phạm Quỳnh được chỉ định tạm quyền nhưng vì ông quá thân Pháp và thấy ngay nền độc lập của Nhật Bản có những giới hạn như chế độ bảo hộ Pháp, ví dụ như không có tự chủ về ngoại giao, quân đội, tài chính, nên Nhật Bản chọn nhà sử học Trần Trọng Kim, một nhân vật ôn hòa, thân Nhật, lúc đó đang ở Singapore. Bảo Đại chẳng có vai trò gì trong quyết định của Nhật Bản.
Trong hồi ký, Trần Trọng Kim viết rằng Bảo Đại giao ông thành lập chính phủ mới nhằm "tỏ ra có đủ tư cách để độc lập" để cho Nhật Bản cho phép Việt Nam được tự trị trong khuôn khổ Khối Thịnh vượng chung Đại Đông Á. Trần Trọng Kim bổ nhiệm các thành viên nội các mà không bị Nhật Bản can thiệp. Bảo Đại hai lần gửi điện vào Sài Gòn mời Ngô Đình Diệm tham gia chính phủ, nhưng cả hai bức điện đều bị tình báo Nhật Bản chặn vì thật ra phương án sắp đặt cho hoàng thân Cường Để lên ngôi vua và Ngô Đình Diệm giữ chức Thủ tướng trước đó không lâu đã bị giới lãnh đạo quân sự Nhật hủy bỏ, do không muốn gây nhiều xáo trộn, để thay vào bằng kế hoạch Bảo Đại–Trần Trọng Kim cũng được chuẩn bị sẵn từ hơn một năm trước. Có ý kiến cho rằng ở Việt Nam, đa số quần chúng tỏ ra thờ ơ lạnh nhạt với sự "độc lập" dưới chế độ quân quản của quân đội Nhật.
Ngày 16 tháng 8 năm 1945, Trần Trọng Kim tuyên bố "bảo vệ độc lập". Ngày 18 tháng 8, ông dự tính thành lập một ủy ban giải phóng dân tộc, bao gồm tất cả các đảng phái chính trị để lãnh đạo việc giành lại độc lập cho Việt Nam. Theo lời khuyên của Bộ trưởng Bộ Ngoại giao, Bảo Đại gửi thông điệp cho Hoa Kỳ, Anh, Trung Hoa Dân Quốc và Pháp đề nghị công nhận độc lập của Việt Nam. Tuy nhiên, ông thực hiện câu trả lời Hội đồng Cơ mật quyết định thoái vị vào ngày đến 24 tháng 8 "để không phải là một trở ngại cho sự giải phóng của đất nước".
Ngày 18 tháng 8 năm 1945, Bảo Đại tuyên bố Việt Nam độc lập sau khi Nhật Bản đầu hàng và gửi một thông điệp đến Pháp đề nghị công nhận nền độc lập của Việt Nam. Tuy nhiên, Charles de Gaulle không có ý định để Việt Nam độc lập và cũng không chấp nhận duy trì ngôi vua của Bảo Đại vì ông đã thỏa hiệp với Nhật Bản. De Gaulle dự kiến sẽ hậu thuẫn cho một chế độ quân chủ mà người đứng đầu là hoàng thân Vĩnh San, được xem như là một người "thân Gaulle".
Ngày 13 tháng 8 năm 1945, Đảng Cộng sản Đông Dương họp tại Tân Trào, Tuyên Quang và thành lập Ủy ban Khởi nghĩa Toàn quốc do Trường Chinh làm chủ tịch để chuẩn bị phát động khởi nghĩa vũ trang giành chính quyền. Đêm ngày 13 tháng 8, Ủy ban Khởi nghĩa ra Quân lệnh số 1, kêu gọi toàn dân khởi nghĩa giành chính quyền.
Ngày 16 tháng 8 năm 1945, Việt Minh tổ chức Quốc dân Đại hội Tân Trào, thông qua 10 chính sách lớn của Việt Minh, Lệnh Tổng khởi nghĩa, quyết định quốc kỳ, quốc ca và bầu Ủy ban Dân tộc Giải phóng Việt Nam do Hồ Chí Minh làm Chủ tịch.
Từ 14 tháng 8 năm 1945, một số cán bộ Đảng Cộng sản Đông Dương và Việt Minh dù chưa nhận được lệnh khởi nghĩa nhưng căn cứ vào tình hình hiện tại và chỉ thị "Nhật – Pháp bắn nhau và hành động của chúng ta" quyết định phát động nhân dân khởi nghĩa tại các tỉnh miền Bắc, miền Trung như Thanh Hóa, Thái Bình, Khánh Hòa, buộc Đế quốc Việt Nam giao chính quyền cho nhân dân. Cuộc khởi nghĩa lan rộng ra khắp cả nước.
Ngày 19 tháng 8 năm 1945, Việt Minh tổ chức cuộc mít tinh tại Quảng trường Nhà hát Lớn Hà Nội. Đại diện Việt Minh tuyên bố phát động khởi nghĩa, sau đó tiến thẳng tới Phủ Khâm sai, cơ quan đầu não của Chính phủ Đế quốc Việt Nam tại miền Bắc và nhanh chóng làm chủ toàn bộ khu vực. Khâm sai Bắc Kỳ Nguyễn Xuân Chữ bị bắt giữ và đưa về An toàn khu tại Hà Đông.
Trong Cách mạng Tháng Tám, Đảng Cộng sản Đông Dương (tổ chức nòng cốt của Việt Minh) đóng vai trò chỉ đạo thống nhất, đưa ra các quyết sách tổ chức Tổng khởi nghĩa Hà Nội giành chính quyền từ Đế quốc Việt Nam và Đế quốc Nhật Bản, dù trên thực tế, ở một số tỉnh thành chưa có hay khôi phục lại tổ chức đảng. Tại miền Bắc, một số tỉnh chưa có tổ chức đảng, nhưng Việt Minh hoạt động rất mạnh. Tại Trung Bộ, hoạt động của Việt Minh và Đảng Cộng sản khá mạnh, trong khi ở Nam Bộ, hoạt động của Việt Minh yếu hơn, Đảng Cộng sản chưa khôi phục đầy đủ sau Nam Kỳ khởi nghĩa. Việt Minh thu hút được cả lực lượng Thanh niên tiền tuyến của Đế quốc Việt Nam gia nhập Việt Minh. Tại một số tỉnh Nam Bộ, Thanh niên Tiền phong đóng vai trò quan trọng trong việc giành chính quyền.
Ngày 27 tháng 8 năm 1945, Ủy ban Dân tộc Giải phóng Việt Nam được cải tổ thành Chính phủ Cách mạng lâm thời Việt Nam Dân chủ Cộng hòa theo đề nghị của Hồ Chí Minh. Nhiều ủy viên Việt Minh trong Ủy ban Dân tộc Giải phóng Việt Nam rút khỏi Chính phủ để mời thêm nhân sĩ ngoài Việt Minh tham gia.
Ngày 30 tháng 8 năm 1945, Bảo Đại đọc chiếu thoái vị trước cửa Ngọ Môn và sau đó trao ấn tín, quốc bảo của hoàng triều cho Trần Huy Liệu. Ngày 2 tháng 9 năm 1945, Hồ Chí Minh đọc Tuyên ngôn độc lập tại Quảng trường Ba Đình, thành lập Việt Nam Dân chủ Cộng hòa dưới sự lãnh đạo của Việt Minh.

### Những năm đầu tiên
Ngày 6 tháng 1 năm 1946, Việt Nam Dân chủ Cộng hòa bầu Quốc hội khóa I. Ngày 9 tháng 11 năm 1946, Quốc hội thông qua bản hiến pháp đầu tiên của Việt Nam Dân chủ Cộng hòa. Trong giai đoạn đầu, Việt Minh mà Đảng Cộng sản làm nòng cốt giữ vai trò lãnh đạo. Trong thời gian ngắn, chính quyền bao gồm nhiều tổ chức, đảng tham gia ở cấp trung ương và địa phương như Việt Quốc, Việt Cách, Đại Việt, Trốtxkit, Cao Đài, Hòa Hảo. Sau vài năm hoạt động bí mật, Đảng Cộng sản ra hoạt động bán công khai trong tổ chức Việt Minh và Liên Việt. Từ năm 1951, Đảng Cộng sản hoạt động công khai, chính thức giữ vai trò lãnh đạo Nhà nước. Sau năm 1954, Đảng Dân chủ và Đảng Xã hội trong Mặt trận Tổ quốc Việt Nam tham gia chính phủ do Đảng Lao động Việt Nam lãnh đạo.
Ngày 28 tháng 2 năm 1946, Pháp ký Hiệp ước Hoa - Pháp với Trung Hoa Dân Quốc để Quốc quân Trung Hoa Dân Quốc rút khỏi miền Bắc, đổi lại Pháp trả lại các tô giới và nhượng địa của Pháp tại Trung Quốc, nhượng cho Trung Quốc một số quyền lợi tại miền Bắc Việt Nam như việc khai thác một đặc khu tại cảng Hải Phòng và miễn thuế cho hàng hóa Trung Quốc vận chuyển qua Việt Nam. Tuy nhiên, khi quân Pháp đổ bộ vào Hải Phòng đã xung đột với quân đội Trung Hoa Dân Quốc và lực lượng quân sự địa phương của Việt Nam Dân chủ Cộng hòa.
Ban đầu, Việt Nam Dân chủ Cộng hòa phản đối việc Pháp tái lập chủ quyền ở Đông Dương, nhưng sau đó quyết định nhượng bộ tự chủ trong Đông Đương để đối phó với "bọn Tàu trắng, bọn phản động Việt Nam và bọn phát xít Nhật còn lại". Ngày 6 tháng 3 năm 1946, Việt Nam Dân chủ Cộng hòa ký Hiệp định sơ bộ Pháp – Việt, cho phép quân đội Pháp thay Quốc quân Trung Hoa Dân Quốc giải giáp Quân đội Đế quốc Nhật Bản tại miền Bắc Việt Nam. Pháp cam kết sẽ rút quân trong thời hạn năm năm, mỗi năm rút 3.000 quân và công nhận Việt Nam Dân chủ Cộng hòa là một quốc gia tự do thuộc Liên bang Đông Dương và Liên hiệp Pháp, có chính phủ, nghị viện, quân đội và tài chính riêng. Ngày 18 tháng 3, Bảo Đại theo phái đoàn Việt Nam Dân chủ Cộng hòa đến Trùng Khánh để tái khẳng định tình hữu nghị Việt - Trung và thăm dò ý kiến của Tưởng Giới Thạch về mối quan hệ hai nước. 
Một số đảng trong Chính phủ Liên hiệp như Việt Quốc và Việt Cách phản đối Hiệp định sơ bộ. Mặc dù Hiệp định có chữ ký của Vũ Hồng Khanh nhưng đa số lãnh đạo Việt Quốc rút sự ủng hộ chính phủ Hồ Chí Minh và chỉ trích Việt Minh "thân Pháp". Một hội nghị liên tịch được tổ chức để giải quyết các bất đồng dẫn đến việc thành lập Hội Liên hiệp Quốc dân Việt Nam.
Ngày 31 tháng 5 năm 1946, phái đoàn Việt Nam Dân chủ Cộng hòa do Phạm Văn Đồng làm trưởng đoàn sang Pháp tham dự Hội nghị Fontainebleau để tiếp tục đàm phán về các điều khoản đề ra theo Hiệp định sơ bộ. Hồ Chí Minh cũng sang Pháp tiếp xúc với chính giới Pháp và cộng đồng người Việt tại Pháp. Nội dung chương trình nghị sự tập trung vào địa vị của Việt Nam, quyền lợi của Pháp tại Đông Dương và việc thống nhất Việt Nam. Hội nghị Fontainebleau kéo dài hơn hai tháng từ ngày 6 tháng 7 tới ngày 10 tháng 9 năm 1946 nhưng không có kết quả vì vấn đề Nam Kỳ và độc lập của Việt Nam Dân chủ Cộng hòa.
Pháp bác bỏ độc lập mà chỉ cho phép Việt Nam tự trị thuộc Liên hiệp Pháp và yêu cầu phải tái lập trật tự trước khi tiến hành trưng cầu ý dân về việc sáp nhập Nam Kỳ vào Việt Nam Dân chủ Cộng hòa. Ngoài ra, Pháp đơn phương thành lập Cộng hòa tự trị Nam Kỳ, tách rời khu vực này khỏi Bắc Kỳ và Trung Kỳ. Ngày 27 tháng 5, Cao ủy Đông Dương Georges Thierry d'Argenlieu thành lập Xứ Thượng Nam Đông Dương, chia cắt Việt Nam thành nhiều mảnh. Ngày 13 tháng 9, phái đoàn Việt Nam Dân chủ Cộng hòa rời khỏi hội nghị sau khi Pháp không chịu xác định thời hạn tiến hành trưng cầu ý dân ở Nam Kỳ.

Hồ Chí Minh và Phạm Văn Đồng tại Paris, năm 1946.

Tuy nhiên, Hồ Chí Minh, Hoàng Minh Giám và Dương Bạch Mai nán lại Paris để đàm phán riêng với Bộ trưởng Bộ Thuộc địa Pháp Marius Moutet. Ngày 11 tháng 9, Hồ Chí Minh gửi cho Moutet một dự thảo nghị ước. Ngày 14 tháng 9 năm 1946, Moutet trả lời với một dự thảo nghị ước khác. Lúc nửa đêm, Hồ Chí Minh đến tư dinh của Moutet để ký Tạm ước Việt – Pháp.
Tạm ước Việt – Pháp quy định Việt Nam Dân chủ Cộng hòa và Pháp chấm dứt mọi hành động xung đột, vũ lực, tuyên truyền chống đối nhau, thả tù chính trị, đảm bảo không truy bức người của nhau và hợp tác để kiều dân hai bên không làm hại nhau. Hai bên cùng bảo đảm về quyền lợi của nhau tại Đông Dường, bao gồm quyền tự do của kiều dân, chế độ tài sản, hoạt động của các trường học Pháp, đồng bạc Đông Dương, thuế quan và giao thông liên lạc của Liên bang Đông Dương. Một ủy ban tạm thời được thành lập để giải quyết vấn đề ngoại giao của Việt Nam Dân chủ Cộng hòa. Việt Nam Dân chủ Cộng hòa cam kết ưu tiên dùng người Pháp làm cố vấn hoặc chuyên gia. Một nhân vật do Việt Nam Dân chủ Cộng hòa chỉ định và được Pháp công nhận sẽ được ủy nhiệm cùng thượng sứ để tổ chức việc thi hành Tạm ước. Hai bên cam kết tiếp tục đàm phán chậm nhất là tháng 1 năm 1947 để ký kết những thỏa thuận riêng nhằm đạt một hiệp ước chung.
Ngoài ra, Hồ Chí Minh gửi thư cho nhiều chính phủ nước ngoài kêu gọi công nhận Việt Nam Dân chủ Cộng hòa nhưng không nhận được hồi âm.

### Chiến tranh Đông Dương
Tháng 11 năm 1946, xung đột quân sự đầu tiên nổ ra tại Hải Phòng do Pháp và Việt Nam Dân chủ Cộng hòa tranh chấp quyền kiểm soát tất cả các vấn đề liên quan đến xuất nhập khẩu. Hai ngày sau, Tướng Jean-Étienne Valluy, Tổng chỉ huy quân đội Pháp ở Đông Dương, ra lệnh cho quân Pháp chiếm Hải Phòng. Ngày 23 tháng 11, Đại tá Pierre Louis Dèbes gửi tối hậu thư yêu cầu người Việt ra khỏi khu phố Tàu và hạ vũ khí. Khi không có phản hồi, Dèbes ra lệnh cho tàu chiến Pháp bắn phá Hải phòng, giết chết từ 2.000 đến 6.000 người dân. Sau đó, khoảng 2.000 lính Pháp tràn vào thành phố trong khi pháo tiếp tục bắn phá vùng ngoại ô. Quân Pháp gặp phải hỏa lực mạnh của lực lượng Việt Minh. Ngày 28 tháng 11, Việt Minh cuối cùng rút khỏi Hải Phòng.
Sau Trận Hải Phòng, chính phủ bắt đầu lên kế hoạch phòng thủ Hà Nội bắt đầu để có thời gian sơ tán về các vùng núi lân cận. Một số ít lực lượng chính phủ đóng tại Bắc Bộ phủ và một doanh trại gần đó, còn phần lớn lực lượng quân sự của Việt Nam Dân chủ Cộng hòa trong vùng đóng tại ngoại ô của Hà Nội. Trong nội thành có gần 10.000 du kích và tự vệ.
Các cơ quan nhà nước bí mật chuyển dần ra các địa điểm được chuẩn bị trước ở bên ngoài thành phố. Quân dân Hà Nội bắt đầu xây dựng các chiến lũy phòng thủ trên đường phố, quân Pháp cũng củng cố các vị trí phòng thủ. Ngày 6 tháng 12, Hồ Chí Minh kêu gọi Pháp rút về các vị trí họ đã giữ từ trước ngày 20 tháng 11, nhưng không nhận được phản hồi. Trả lời phỏng vấn của nhà báo Pháp vào ngày 7 tháng 12, Hồ Chí Minh khẳng định rằng Việt Nam Dân chủ Cộng hòa hy vọng tránh được chiến tranh, nhưng sẽ chiến đấu nếu bị tấn công.
Ngày 12 tháng 12 năm 1946, Thủ tướng Pháp Léon Brum tuyên bố muốn giải quyết xung đột ở Đông Dương theo hướng trao lại độc lập cho Việt Nam. Ngày 15 tháng 12, Hồ Chí Minh đưa Sainteny một bức thông điệp gửi Brum với các gợi ý cụ thể về cách giải quyết xung đột. Sainteny đánh điện bức thông điệp vào Sài Gòn, yêu cầu chuyển tới Paris.
Trong khi chính phủ Pháp đang do dự về yêu cầu của Cao ủy Đông Dương Georges D'Argenlieu về việc tăng quân và lập tức hành động quân sự chống lại người Việt, Valluy, người có chung quyết tâm với d'Argenlieu về việc giữ sự hiện diện của Pháp tại Đông Dương, quyết định rằng cần phải khiêu khích Hà Nội nhằm tạo xung đột và đưa Paris vào sự đã rồi. Ngày 16 tháng 12, ông lệnh cho tướng Morlière phá các chướng ngại vật mà Việt Minh dựng trong thành phố. Khi bức điện của Hồ Chí Minh gửi Brum vào đến Sài Gòn, Vallue viết thêm bình luận của mình, cảnh báo rằng sẽ nguy hiểm nếu trì hoãn các hành động quân sự cho đến năm sau. Mãi đến ngày 19 thì bức điện mới đến Paris, khi đó đã quá muộn.
Ngày 17 tháng 12, quân Pháp với xe tăng yểm trợ vào các đường phố Hà Nội để phá các công sự mà Việt Minh dựng trong những ngày trước đó, gây ra vụ thảm sát ở phố Hàng Bún, rồi dàn quân ra chốt giữ từ cổng thành Hà Nội đến tận cầu Long Biên và bao vây gây sức ép đồn Công an quận 2 của Hà Nội. Người Việt không phản ứng. Hôm sau, Pháp ra một tối hậu thư đòi chấm dứt dựng chướng ngại vật trên phố. Chiều hôm đó, Pháp ra tối hậu thư thứ hai tuyên bố rằng từ ngày 20, quân Pháp sẽ tự mình đảm nhiệm việc trị an ở Hà Nội. Đáp lại, tối hôm đó, các lực lượng Việt Minh bắt đầu chặn mọi ngả đường từ ngoại ô vào thành phố. Sáng hôm sau (ngày 19 tháng 12), Pháp ra tối hậu thư thứ ba, đòi chính phủ Việt Nam đình chỉ mọi hoạt động chuẩn bị chiến tranh, tước vũ khí của Tự vệ tại Hà Nội, và trao cho quân đội Pháp việc duy trì an ninh trong thành phố.
Đối với người Việt, tình hình không khác với sự kiện Hải Phòng hồi tháng trước, khi Đại tá Dèbes cũng đã ra các lệnh tương tự trước khi bắn phá thành phố. Ngày 18 tháng 12, Hồ Chí Minh ra lệnh chuẩn bị cho các cuộc tấn công quân Pháp vào hôm sau. Đồng thời, sợ rằng bức điện gửi Thủ tướng Brum có thể chưa đến nơi, ông gửi một bức điện thẳng tới Paris. Sáng 19, để thể hiện thiện chí và cố gắng cứu vãn hòa bình, Hồ Chí Minh viết một bức thư ngắn và cử cố vấn ngoại giao Hoàng Minh Giám tới gặp Sainteny để đàm phán "tìm giải pháp để cải thiện bầu không khí hiện tại". Sau khi được tin Sainteny từ chối gặp Hoàng Minh Giám, Hồ Chí Minh triệu tập Hội nghị Thường vụ Trung ương Đảng mở rộng tại làng Vạn Phúc, Hà Nội, và tuyên bố rằng trong tình hình hiện tại, không thể nhân nhượng thêm được nữa. Hội nghị duyệt lại Lời kêu gọi toàn quốc kháng chiến mà Hồ Chí Minh đã viết, thông qua văn kiện "Toàn dân kháng chiến" do Tổng Bí thư Trường Chinh dự thảo. Thời điểm bắt đầu nổ súng được quyết định là 8 giờ tối cùng ngày. Chiến tranh Đông Dương bắt đầu.

### Hiệp định Genève

Hội nghị Genève năm 1954

Năm 1954, Pháp bại trận tại trận Điện Biên Phủ trong khi đang đàm phán với Việt Nam Dân chủ Cộng hòa tại Hội nghị Genève.
Lập trường của Việt Nam Dân chủ Cộng hòa là Pháp phải thừa nhận chủ quyền và độc lập của Việt Nam, Campuchia và Lào và rút quân đội khỏi 3 nước này; tiến hành tổng tuyển cử ở ba nước để thành lập các chính phủ thống nhất; tất cả các đảng phái, tổ chức yêu nước phải được tự do tham gia cuộc tuyển cử dưới sự giám sát của các ủy ban địa phương. Nếu các điều kiện trên được chấp nhận chính phủ các nước Đông Dương đồng ý xem xét vấn đề gia nhập khối Liên hiệp Pháp. Việt Nam Dân chủ Cộng hòa đề nghị tham gia đàm phán có đại diện Chính phủ kháng chiến Lào, Campuchia nhưng các nước phương Tây từ chối.
Theo Hiệp định Genève giữa đại diện Việt Nam Dân chủ Cộng hòa và đại diện Liên hiệp Pháp, quân đội Việt Nam Dân chủ Cộng hòa và quân đội Liên hiệp Pháp phải đình chỉ chiến sự. Việt Nam tạm thời bị chia thành hai vùng tập kết theo vĩ tuyến 17 Bắc trong hai năm. Chính quyền và quân đội Việt Nam Dân chủ Cộng hòa tập trung về miền Bắc Việt Nam, chính quyền và quân đội khối Liên hiệp Pháp tập trung về miền Nam Việt Nam. Quốc gia Việt Nam không ký Hiệp định Genève với lý do hiệp định "gây chia cắt Việt Nam" và đẩy Quốc gia Việt Nam vào thế nguy hiểm. Hiệp định Genève 1954 cũng không nhắc đến Quốc gia Việt Nam. Trên thực tế, Quốc gia Việt Nam được coi là không có đủ thẩm quyền để ký do vẫn là thành viên Liên hiệp Pháp. Do đó, mặc dù không ký Hiệp định Genève nhưng Quốc gia Việt Nam vẫn phải có trách nhiệm thi hành Hiệp định và các văn bản liên quan do Pháp ký hoặc không phản đối.
Việc tập kết quân đội hai phía dự kiến hoàn thành trong thời hạn 300 ngày. Các lực lượng Pháp phải rút khỏi Lào trong 120 ngày, Campuchia trong 90 ngày. Các đơn vị quân đội Việt Nam Dân chủ Cộng hòa cũng rút khỏi Lào, Campuchia. Tại Lào, quân đội kháng chiến tập kết tại Phôngsali và Sầm Nưa. Các lực lượng kháng chiến Campuchia phục viên tại chỗ. Các chính phủ Lào và Campuchia bảo đảm cho mọi công dân hưởng quyền tự do ghi trong Hiến pháp. Bầu cử tự do được tổ chức tại Campuchia và Lào vào năm 1955 và tại Việt Nam theo Tuyên bố cuối cùng của Hiệp định là tháng 7 năm 1956.
Gần 900.000 người di cư từ miền Bắc vào miền Nam, đa số là người Công giáo, với niềm tin "theo Chúa vào Nam". Một số người tin theo lời Pháp và Hoa Kỳ cho rằng họ sẽ bị chính phủ Việt Nam Dân chủ Cộng hòa bức hại. Khoảng 140 ngàn người khác ở miền Nam, gồm phần lớn là lực lượng kháng chiến của Việt Nam Dân chủ Cộng hòa tại miền Nam hoặc những người theo chủ nghĩa cộng sản, tập kết ra miền Bắc theo Hiệp định Genève. Theo Bản tuyên bố cuối cùng của Hội nghị Genève, ranh giới quân sự tạm thời ở vĩ tuyến 17 không phải là biên giới chính trị hay lãnh thổ và sẽ có một cuộc tổng tuyển cử vào năm 1956 để thống nhất hai miền.
Báo chí chính thống Việt Nam Dân chủ Cộng hòa và Hiệp định Paris 1973 khẳng định rằng hiệp định Genève 1954 không chia cắt Việt Nam. Trong một bài chính luận nhằm phản đối việc Hoa Kỳ đưa quân vào Việt Nam, Hồ Chí Minh nhắc lại rằng vĩ tuyến 17 Bắc không phải giới tuyến chính trị hoặc lãnh thổ. Hiệp định Paris 1973 cũng nhắc lại điểm cốt yếu này ở chương V, điều 15 điểm a: "(a) Giới tuyến quân sự tại vĩ tuyến 17 chỉ là tạm thời và không là một ranh giới về chính trị hay lãnh thổ, như quy định trong đoạn 6 của Tuyên bố cuối cùng của Hội nghị Geneve năm 1954".

### Chiến tranh Việt Nam

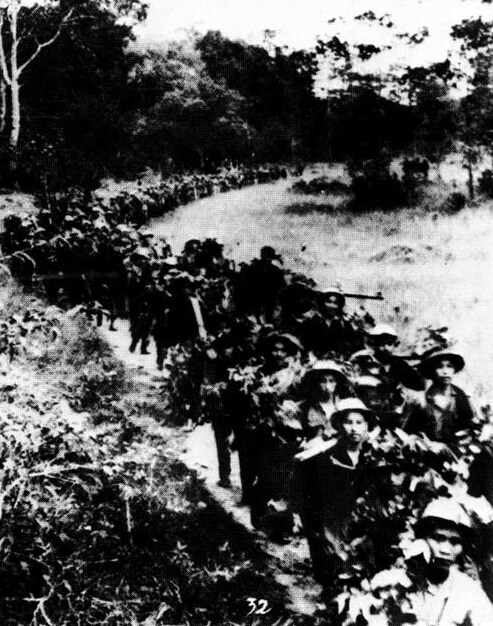
Quân đội nhân dân Việt Nam hành quân trên đường Trường Sơn qua Lào vào miền Nam Việt Nam, năm 1967.

Sau khi ký Hiệp định Genève, Việt Nam Dân chủ Cộng hòa khẳng định chủ quyền trên cả nước nhưng tuyên bố sẵn sàng đàm phán với "các nhà đương cục miền Nam" để tiến hành tổng tuyển cử thống nhất đất nước. Việt Nam Dân chủ Cộng hòa lên án cuộc trưng cầu ý dân năm 1955 ở miền Nam Việt Nam là "phi pháp". Năm 1956, với sự hậu thuẫn của Hoa Kỳ, Việt Nam Cộng hòa từ chối thi hành tổng tuyển cử và bắt đầu thi hành chính sách đàn áp chính trị, tôn giáo. Sau khi thương lượng bất thành, Việt Nam Dân chủ Cộng hòa tiến hành hỗ trợ các lực lượng ở miền Nam tổ chức đấu tranh chính trị kết hợp vũ trang chống Việt Nam Cộng hòa. Việt Nam Dân chủ Cộng hòa gọi cuộc chiến này là kháng chiến nhằm bảo vệ thành quả Cách mạng Tháng Tám, khôi phục, bảo vệ quyền tự quyết dân tộc và giải phóng dân tộc khỏi ách thống trị của thực dân, đế quốc. Việt Nam Dân chủ Cộng hòa công nhận Mặt trận Dân tộc Giải phóng miền Nam Việt Nam và Cộng hòa miền Nam Việt Nam là đại diện của nhân dân miền Nam.
Trong Chiến tranh Việt Nam, Việt Nam Dân chủ Cộng hòa bị Quân đội Hoa Kỳ ném bom nhằm ngăn chặn sự chi viện cho chiến trường miền Nam. Theo ước tính, Không quân Hoa Kỳ ném khoảng 3 triệu tấn bom xuống Việt Nam Dân chủ Cộng hòa. Với sự viện trợ của Liên Xô và Trung Quốc, Việt Nam Dân chủ Cộng hòa hỗ trợ Mặt trận Dân tộc Giải phóng miền Nam Việt Nam chiến đấu chống Hoa Kỳ và Việt Nam Cộng hòa từ năm 1959 đến năm 1975.

### Tái thống nhất
Ngày 30 tháng 4 năm 1975, Quân Giải phóng miền Nam Việt Nam và Quân đội nhân dân Việt Nam chiếm Sài Gòn trong Chiến dịch Hồ Chí Minh, kết thúc Chiến tranh Việt Nam. Cộng hòa miền Nam Việt Nam tiếp quản chính quyền Việt Nam Cộng hòa. Ngày 2 tháng 7 năm 1976, Việt Nam Dân chủ Cộng hòa và Cộng hòa miền Nam Việt Nam tổ chức tổng tuyển cử, thống nhất thành Cộng hòa xã hội chủ nghĩa Việt Nam.

## Chính trị

### Hiến pháp
Hiến pháp 1946 là bản hiến pháp đầu tiên của Việt Nam Dân chủ Cộng hòa, nhưng không được thi hành trên thực tế do Chiến tranh Đông Dương. Ngày 31 tháng 12 năm 1959, Quốc hội thông qua Hiến pháp 1959 theo mô hình Hiến pháp Xô viết 1936. Cả hai bản hiến pháp đều không quy định một hệ thống đơn đảng, nhưng trên thực tế Đảng Lao động Việt Nam lãnh đạo toàn diện Nhà nước.

### Chính phủ
Chính phủ là cơ quan hành pháp cao nhất của Việt Nam Dân chủ Cộng hòa. 

#### Chính phủ Cách mạng Lâm thời
Sau khi Nhật đầu hàng Đồng minh, Mặt trận Việt Minh thu hút nhiều đảng phái nhanh chóng cướp chính quyền từ tay Chính phủ Trần Trọng Kim và lực lượng quân đội Đế quốc Nhật Bản. Tại một số khu vực, khi mặt trận Việt Minh cướp chính quyền thì xảy ra xung đột với các nhóm vũ trang của Đại Việt, Việt Nam Quốc dân Đảng do các bên đều cùng theo đuổi mục tiêu buộc Đế quốc Việt Nam bàn giao chính quyền cho mình.
Tổ chức chính quyền đầu tiên là Chính phủ Cách mạng Lâm thời, thành lập ngày 27 tháng 8 năm 1945 trên cơ sở Ủy ban Dân tộc Giải phóng Việt Nam do Việt Minh thành lập trong Cách mạng tháng Tám. Chính phủ Cách mạng Lâm thời tuyên bố "Chính phủ lâm thời không phải là Chính phủ riêng của Mặt trận Việt Nam độc lập đồng minh (Việt Minh) như có người đã lầm tưởng. Cũng không phải là một Chính phủ chỉ bao gồm đại biểu của các chính đảng. Thật là một Chính phủ quốc gia thống nhất, giữ trọng trách là chỉ đạo cho toàn quốc, đợi ngày triệu tập được Quốc hội để cử ra một Chính phủ Dân chủ Cộng hòa chính thức." đồng thời kêu gọi "Vận mệnh ngàn năm của dân tộc đang quyết định trong lúc này. Toàn thể quốc dân hãy khép chặt hàng ngũ, đứng dưới lá quốc kỳ, làm hậu thuẫn cho Chính phủ lâm thời, đặng nắm chắc tự do độc lập, cải tạo tổ quốc bấy nhiêu lâu đã bị bọn giặc nước tàn phá. Cuộc đấu tranh cho độc lập, tự do, hạnh phúc của dân tộc đang tiếp tục. Bước đường giải phóng dân tộc còn nhiều chông gai hiểm trở. Quốc dân hãy sẵn sàng nghe hiệu lệnh của Chính phủ, hy sinh phấn đấu bảo vệ quyền độc lập hoàn toàn" . Cựu hoàng Bảo Đại và Giám mục Lê Hữu Từ được mời làm Cố vấn Tối cao Chính phủ Việt Nam Dân chủ Cộng hòa.
Ngay sau khi thành lập, Chính phủ Cách mạng Lâm thời ban hành các sắc lệnh giải tán một số đảng phái, với lý do các đảng này "tư thông với ngoại quốc", làm "phương hại đến nền độc lập Việt Nam và nền kinh tế Việt Nam" (như Việt Nam Quốc xã, Đại Việt Quốc dân đảng) nhằm kịp thời trừng trị "bọn phản cách mạng", "bảo vệ" chính quyền non trẻ đồng thời "giáo dục ý thức về tinh thần cảnh giác" cho nhân dân. Cùng với đó là giải tán các nghiệp đoàn để kiểm soát nền kinh tế, thống nhất các tổ chức thanh niên (vào Đoàn Thanh niên Cứu quốc Việt Nam). Đồng thời Chính phủ cũng ban hành sắc lệnh thành lập Hội đồng nhân dân và Ủy ban hành chính địa phương các cấp.
Trong cuộc họp đầu tiên của Chính phủ Cách mạng Lâm thời (3 tháng 9 năm 1945), toàn bộ các thành viên trong chính phủ đã thống nhất các phương pháp Chủ tịch Chính phủ Hồ Chí Minh để giải quyết các vấn đề cấp bách của nước mới, bao gồm:
1. Phát động tăng gia sản xuất, mở các cuộc lạc quyên để chống nạn đói.
2. Mở phong trào chống nạn mù chữ.
3. Tổ chức càng sớm càng tốt cuộc tổng tuyển cử với chế độ phổ thông đầu phiếu, thực hiện các quyền tự do dân chủ cho nhân dân.
4. Mở phong trào giáo dục cần, kiệm, liêm, chính, bài trừ các tệ nạn do chế độ thực dân để lại.
5. Xóa bỏ các thứ thuế vô lý, trước mắt là thuế thân, thuế chợ, thuế đò; tuyệt đối cấm hút thuốc phiện.
6. Tuyên bố tự do tín ngưỡng và lương giáo đoàn kết.

Nạn đói năm Ất Dậu tại miền Bắc Việt Nam từ tháng 10 năm 1944 đến tháng 5 năm 1945 khiến khoảng 2.000.000 người chết đói. Ngay sau khi tuyên bố độc lập, Chính phủ Cách mạng Lâm thời Việt Nam Dân chủ Cộng hòa tổ chức lễ phát động phong trào cứu đói tại Nhà hát Lớn Hà Nội. Chính phủ còn phái một ủy ban vào Nam bộ tổ chức vận chuyển gạo ra Bắc. Chính phủ cũng kêu gọi các hội buôn và người dân tham gia vận chuyển lương thực từ Nam ra Bắc. Việc vận chuyển gạo từ Nam ra Bắc chỉ thực hiện được trong tháng 9 năm 1945 với số lượng không quá 30.000 tấn do chiến tranh bùng nổ khi Pháp đưa quân đội vào Nam Kỳ. Trong thư gửi đồng bào cả nước đăng trên Báo Cứu Quốc ngày 28-9-1945, Hồ Chí Minh viết: "Lúc chúng ta nâng bát cơm mà ăn, nghĩ đến kẻ đói khổ, chúng ta không khỏi động lòng. Vậy tôi xin đề nghị với đồng bào cả nước, và tôi xin thực hiện trước: Cứ 10 ngày nhịn ăn một bữa, mỗi tháng nhịn ba bữa. Đem gạo đó (mỗi bữa một bơ) để cứu dân nghèo". Chính phủ cũng chi ngân sách sửa chữa các quãng đê bị vỡ, củng cố hệ thống đê điều, đắp thêm một số đê mới. Cho đến đầu năm 1946, hệ thống đê tại miền Bắc đã sửa xong.
Để giải quyết tận gốc nạn đói, Chính phủ Cách mạng Lâm thời Việt Nam Dân chủ Cộng hòa kêu gọi nhân dân tăng gia sản xuất. Chính phủ còn vận động tư nhân cho mượn các vườn trống quanh nhà để tăng gia sản xuất. Mỗi địa phương lập ra một tiểu ban để huy động nhân lực và tổ chức sản xuất, lương thực làm ra được dùng để cứu tế. Cuối năm 1945 đầu 1946 không còn kịp thời vụ để trồng lúa nữa, nên chính phủ phát động dành phần lớn đất đai để tranh thủ trồng liên tiếp hai vụ màu (khoai lang, đậu, bắp...) bù cho phần lúa thiếu hụt. Kết quả sản lượng màu đã tăng gấp 4 lần so với thời kỳ trước năm 1945. Chỉ trong 5 tháng từ tháng 11 năm 1945 đến tháng 5 năm 1946 đã đạt 614.000 tấn, tương đương 506.000 tấn lúa, đủ đắp được số thiếu hụt của vụ mùa năm 1945.
Trong năm 1946, nạn đói cơ bản đã được giải quyết. Ngày 2 tháng 9 năm 1946, Bộ trưởng Bộ Nội vụ Võ Nguyên Giáp tuyên bố: "Cuộc cách mạng đã chiến thắng được nạn đói, thật là một kỳ công của chế độ dân chủ". Giáo sư kinh tế Đặng Phong đánh giá việc giải quyết được nạn đói là lý do giải thích tại sao tuyệt đại đa số dân chúng đã tin và đi theo Việt Minh.
Theo Quyết nghị của Chính phủ, ngày 4 tháng 9 năm 1945, Bộ trưởng Bộ Nội vụ Võ Nguyên Giáp thay mặt Chủ tịch Chính phủ Lâm thời nước Việt Nam Dân chủ Cộng hòa, ký ban hành Sắc lệnh số 4 lập "Quỹ độc lập" với mục đích "để thu nhận các món tiền và đồ vật của nhân dân sẵn lòng quyên giúp Chính phủ để ủng hộ nền độc lập của Quốc gia". Tiếp sau đó, cũng trong khuôn khổ Quỹ Độc lập, Chính phủ đã đề ra biện pháp tổ chức "Tuần lễ Vàng" từ ngày 17 đến ngày 24 tháng 9 năm 1945. Hồ Chí Minh đã gửi thư cho đồng bào toàn quốc nhân dịp "Tuần lễ Vàng", nêu rõ mục đích của việc lập quỹ là "thu góp số vàng trong nhân dân và nhất là của các nhà giàu có để dùng vào việc cần cấp và quan trọng nhất của chúng ta lúc này là việc quốc phòng". Chính phủ đã huy động được tổng cộng 20 triệu đồng và 370kg vàng. Ngân quỹ quốc gia đã có hàng trăm triệu đồng. Riêng tại Hà Nội, trong "Tuần lễ Vàng" nhân dân đã góp được 2.201 lạng vàng, 920 tạ thóc cùng tiền bạc và các hiện vật khác, tổng trị giá lên 7 triệu đồng Đông Dương. Số tiền này được dùng để mua vũ khí của quân đội Nhật bị quân đội Trung hoa Dân quốc tịch thu và để hối lộ cho các tướng lĩnh Trung Hoa đang đóng quân tại miền Bắc Việt Nam.
Cùng các hình thức tổ chức "Quỹ Độc lập", "Tuần lễ Vàng", chính quyền cách mạng còn tổ chức nhiều hình thức khuyến khích để nhân dân có điều kiện tham gia đóng góp cho tài chính đất nước với hình thức tự nguyện như lập "Quỹ Kháng chiến", "Quỹ Bình dân học vụ", "Quỹ Giải phóng quân", "Ngày Nam Bộ"... Sự đóng góp, ủng hộ nhiệt tình của nhân dân đã góp phần giải quyết khó khăn về tài chính của Việt Nam Dân chủ Cộng hòa.

#### Chính phủ Liên hiệp Lâm thời

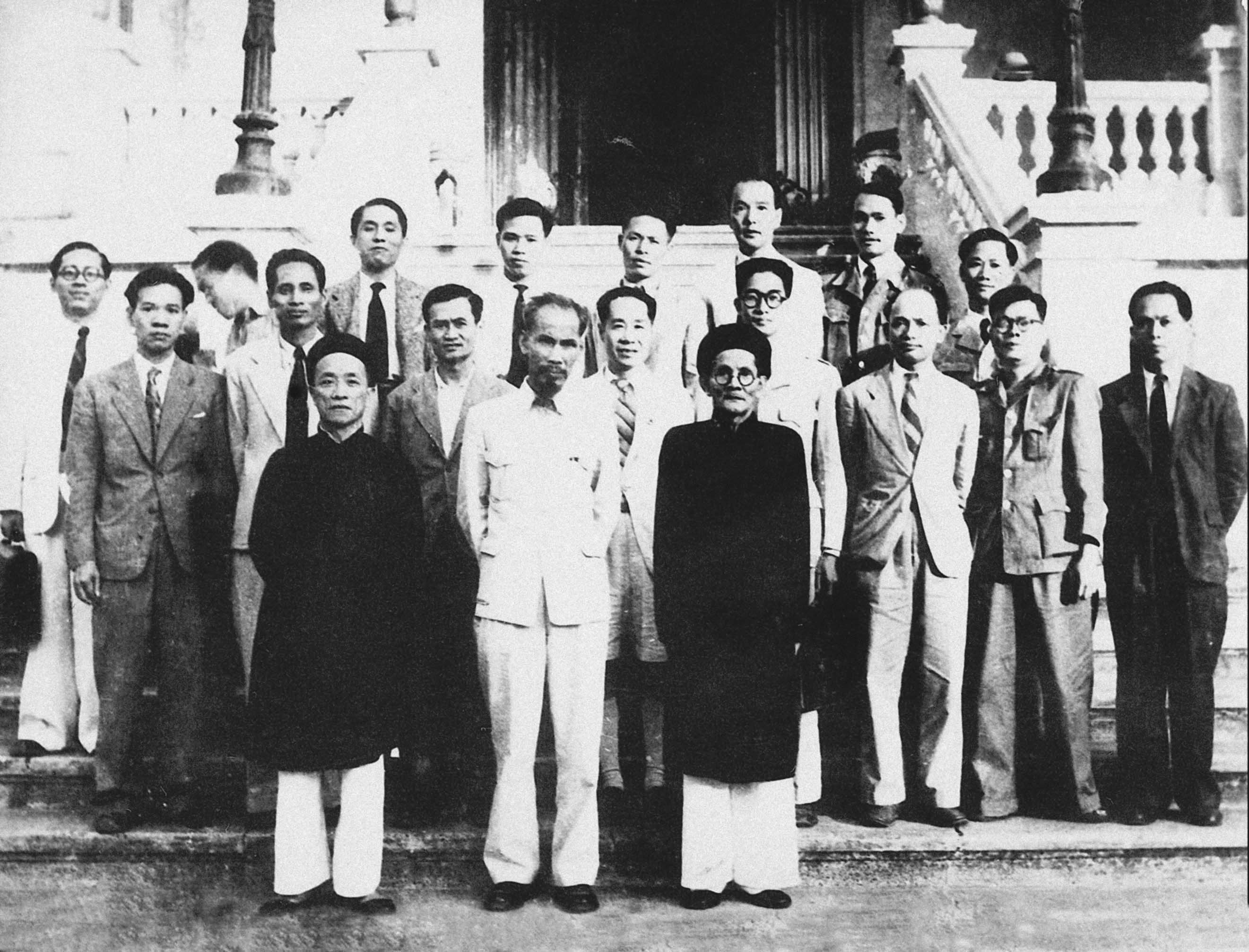
Nội các Chính phủ Liên hiệp Lâm thời

Tháng 9 năm 1945, 20 vạn quân Trung Hoa Dân Quốc gồm 4 quân đoàn do tướng Lư Hán làm tổng chỉ huy, theo sự phân công của phe Đồng Minh chia làm hai đường tiến vào miền Bắc giải giáp quân Nhật đã kéo vào đóng quân ở Hà Nội và hầu hết các thành phố, thị xã từ biên giới Việt-Trung đến vĩ tuyến 16. Quân của Tưởng Giới Thạch ngoài nhiệm vụ giải giáp quân Nhật còn nhằm thực hiện ý đồ tiêu diệt Đảng Cộng sản Đông Dương, phá tan mặt trận Việt Minh, giúp các lực lượng đối lập đánh đổ chính quyền do Việt Minh thành lập, thiết lập chính quyền thân Tưởng.
Các tổ chức Việt Quốc (Vũ Hồng Khanh, Nguyễn Tường Tam đứng đầu), Việt Cách (đứng đầu là Nguyễn Hải Thần) cũng nhanh chóng từ Trung Quốc đi cùng quân Tưởng trở về Việt Nam. Thành phần các đảng phái này trong nước không mạnh như Việt Minh.
Theo Đại tướng Võ Nguyên Giáp, mục đích của Việt Quốc, Việt Cách để mở đường, tạo dựng cơ sở cho Quân đội Trung Hoa Dân Quốc vào Việt Nam, gây xung đột vũ trang với Quân Giải phóng và cướp chính quyền các địa phương. Dựa vào quân đội Tưởng, Việt Quốc và Việt Cách đã chiếm giữ một số nơi ở Yên Bái, Vĩnh Yên, Móng Cái, liên tục thực hiện các vụ quấy nhiễu, cướp phá, giết người, rải truyền đơn, ra báo Việt Nam, Thiết Thực, Đồng Tâm nhằm vu cáo nói xấu Việt Minh, chống chính quyền Việt Nam Dân chủ Cộng hòa và đòi gạt bỏ các bộ trưởng là đảng viên cộng sản ra khỏi chính phủ mới thành lập. Cũng theo Đại tướng Võ Nguyên Giáp, do sống từ lâu ở nước ngoài, lại không có liên hệ gì với phong trào cách mạng trong nước, nên Việt Quốc, Việt Cách không nhận được sự ủng hộ của người dân. Tại nhiều nơi có quân Tưởng và Việt Quốc, Việt Cách đi qua, các cơ quan chính quyền, đoàn thể, lực lượng vũ trang đều dãn ra xung quanh tránh xô xát lớn. Nhân dân thực hiện "vườn không, nhà trống". Điều này đã khiến cho quân Tưởng gặp nhiều khó khăn trên đường đi, còn Việt Quốc, Việt Cách cũng thất bại trong việc khuếch trương thanh thế cũng như mục đích của mình. Còn theo sử gia Trần Trọng Kim thì Việt Quốc, Việt Cách tuy có thế lực nhờ quân đội Trung Hoa Dân Quốc hỗ trợ, nhưng không thống nhất và không có kỷ luật chặt chẽ, tuyên truyền nhiều mà không làm được việc gì đáng kể. Thiếu tá tình báo Cơ quan Tình báo chiến lược Hoa Kỳ Archimedes L.A Patti nhận xét những người Quốc gia lưu vong chống cộng quyết liệt, có tham vọng nắm quyền lãnh đạo đất nước nhưng quá kém về tổ chức, thiếu sự liên kết chính trị, thiếu lãnh đạo và không có một chương trình hành động ra hồn mà chỉ hy vọng tạo ra một nước Việt Nam độc lập với sự giúp đỡ của Trung Quốc. Sau khi thảo luận với các lãnh đạo Việt Cách và Việt Nam Quốc dân Đảng, ông nhận thấy những người này tuyệt nhiên không có ý tưởng nào về việc đáp ứng nhu cầu của nhân dân, không một ai có khái niệm về công việc sẽ làm mà chỉ chăm chăm mục tiêu "chia sẻ quyền lực với Việt Minh". Ông ta nhận xét: "Họ (Việt Cách, Việt Nam Quốc dân Đảng) là những kẻ lạc hướng về chính trị, có lẽ vì sống quá lâu ở Trung Quốc" .
Tưởng Giới Thạch không có ý định dính líu vào cuộc đấu tranh giành độc lập của Việt Nam. Ông không muốn làm mất lòng Pháp vì Pháp là một cường quốc trong khối Đồng Minh. Ông chủ trương rút hết quân về nước ngay sau khi giải giáp Nhật. Ngược lại tướng Lư Hán xem lập trường của Tưởng là thiển cận vì đi ngược lại các nguyên tắc của Hiến chương Đại Tây Dương đã được Trung Hoa Dân Quốc cam kết ủng hộ. Lư Hán chủ trương đóng quân tại miền Bắc Việt Nam lâu dài, đặt Việt Nam dưới sự bảo trợ của Trung Hoa Dân Quốc để Việt Nam có thể độc lập mà không cần đến sự ủng hộ của Pháp. Trong suốt thời gian đóng quân tại miền Bắc Việt Nam, Lư Hán dùng mọi khả năng của mình để làm thất bại mọi kế hoạch của Pháp giành lại quyền kiểm soát miền Bắc Việt Nam. Người Pháp được đối xử như những người ngoại quốc khác, Pháp không được cử đại diện tham gia vào lễ đầu hàng của Nhật với tư cách một nước trong khối Đồng Minh, các chỉ huy Pháp tại Hà Nội cũng không được Lư Hán công nhận là đại diện của chính phủ De Gaulle. Bộ phận OSS của Mỹ tại miền Bắc Việt Nam (Nhóm Con nai) cũng từ chối giúp các chỉ huy Pháp thiết lập một hành dinh tại Việt Nam. Trước đó OSS đã được lệnh của Tổng thống Mỹ Franklin D. Roosevelt không để cho Pháp tái chiếm Đông Dương, không được cung cấp vũ khí hay tiếp tế cho Pháp ngoại trừ để thực hiện những mục tiêu chống Nhật đã được Đồng Minh tán thành.
Việt Nam Quốc dân Đảng và Đại Việt Quốc dân Đảng ủng hộ quan điểm của Lư Hán về việc Trung Quốc đóng quân lâu dài tại Việt Nam để hỗ trợ cho nền độc lập của Việt Nam còn Việt Cách lại ủng hộ quan điểm của Tưởng Giới Thạch rút hết quân đội Trung Hoa Dân Quốc về nước sau khi giải giáp Nhật để Nguyễn Hải Thần lãnh đạo Việt Nam với sự hỗ trợ của Trung Hoa Dân Quốc.
Trong hai ngày 18 và 19 tháng 9 năm 1945, Việt Minh họp bí mật với Việt Cách (ngày 18 tháng 9) và Việt Quốc (ngày 19 tháng 9). Trong hai cuộc họp này, Nguyễn Hải Thần đại diện Việt Cách và Nguyễn Tường Tam đại diện Việt Quốc đề nghị Hồ Chí Minh đồng ý hợp nhất Việt Minh với Việt Cách và Việt Quốc. Qua đó, Chính phủ Việt Nam Dân chủ Cộng hòa do Việt Minh lãnh đạo sẽ nhận được sự ủng hộ về tài chính và chính trị của Trung Hoa Dân Quốc. Đối với lời đề nghị này, trong nội bộ Việt Minh có nhiều ý kiến khác nhau. Võ Nguyên Giáp không đồng ý vì cho rằng những đề nghị đó không có giá trị và không thật thà, chẳng khác gì thay thế chủ nghĩa thực dân Pháp bằng ách thống trị của Trung Quốc nhưng Hoàng Minh Giám lại nghĩ rằng việc hợp nhất Việt Minh với các đảng phái Quốc gia sẽ làm giảm bớt sự đối lập và tăng cường thế lực cho Việt Minh, làm người Trung Quốc yên lòng còn Pháp phải lo ngại, quan trọng nhất là Chính phủ Việt Nam Dân chủ Cộng hòa trong con mắt của Đồng Minh, đặc biệt là Mỹ, là chính phủ thật sự dân chủ. Cuối cùng Việt Minh đã từ chối hợp nhất với Việt Cách và Đại Việt Quốc dân Đảng.
Điều làm Hồ Chí Minh lo ngại là trong một số giới, đặc biệt là tầng lớp trung lưu Việt Nam, người ta vẫn xem ông và Việt Minh là cộng sản vì thế ông phải làm mọi cách để thay đổi điều này. Tháng 11 năm 1945, ông quyết định cho Đảng Cộng sản Đông Dương tự giải tán. Về mặt công khai, đảng của ông không còn hiện diện mà chỉ có một bộ phận hoạt động dưới danh nghĩa Hội nghiên cứu chủ nghĩa Mác ở Đông Dương.
Ngày 19 tháng 11 năm 1945, tướng Tiêu Văn đứng ra tổ chức một cuộc hội nghị hòa giải có Việt Nam Quốc dân Đảng, Việt Nam Cách mạng Đồng minh Hội và Việt Minh tham gia. Mặt trận Việt Minh đồng ý nhượng bộ với Việt Quốc, Việt Cách. Lãnh đạo Việt Cách Nguyễn Hải Thần được bổ nhiệm vào ghế Phó Chủ tịch Chính phủ. Đồng thời hai ghế bộ trưởng Bộ Y tế và Bộ Vệ sinh, một ghế thứ trưởng Bộ Quốc dân Kinh tế được giao cho các thành viên của Việt Quốc, Việt Cách. Tuy nhiên chức trách các Bộ cũng thay đổi. Bộ trưởng Quốc phòng trở thành nơi lo về tài chính mà không được xem xét danh sách nhân sự, quân số, súng đạn còn các Bộ trưởng khác của các đảng phái Quốc gia chẳng có chức trách cụ thể gì, không bao giờ được tham dự bất cứ buổi họp nào của nội các.

Ngày 1 tháng 1 năm 1946, Chính phủ Liên hiệp Lâm thời được thành lập thay thế Chính phủ Cách mạng Lâm thời với sự tham gia của một số đảng phái đối lập (Việt Cách, Việt Quốc...) hoạt động ở Trung Quốc với sự bảo trợ của Trung Hoa Quốc Dân Đảng.

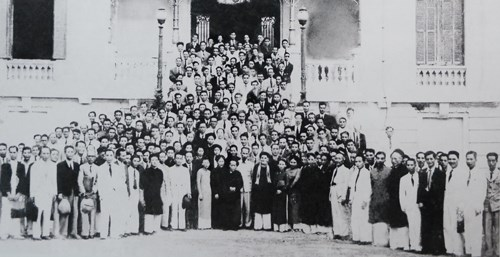
Các đại biểu Quốc hội khóa 1 chụp ảnh cùng Hồ Chí Minh.

Ngày 6 tháng 1 năm 1946, Chính phủ Liên hiệp Lâm thời do Hồ Chí Minh đứng đầu đã tổ chức cuộc Tổng tuyển cử trên toàn quốc, lần đầu tiên đã bầu ra Quốc hội và thông qua Hiến pháp. Nhiều đảng phái không có quyền tham gia Tổng tuyển cử đã tìm cách phá hoại. Các đảng này cho là trúng cử chỉ là Việt Minh cộng sản, chính quyền trong tay nên Việt Minh muốn ai trúng cũng được. Hai đảng đối lập trong Chính phủ là Việt Nam Quốc dân Đảng (Việt Quốc) và Việt Nam Cách mệnh Đồng minh Hội (Việt Cách) không tham gia bầu cử dù trước đó Hồ Chí Minh đã gửi thư cho Nguyễn Hải Thần (lãnh tụ Việt Cách) và Vũ Hồng Khanh (lãnh tụ Việt Quốc) mời Việt Quốc và Việt Cách tham gia Tổng tuyển cử và đề nghị hai bên không công kích nhau bằng lời nói hoặc hành động cho đến ngày Quốc hội khai mạc. Có nguồn cho là có những nơi lá phiếu không bí mật, cựu Thủ tướng Đế quốc Việt Nam Trần Trọng Kim cho rằng có nơi người dân bị cưỡng bách bầu cho Việt Minh. Theo Việt Minh, cuộc bầu cử đã diễn ra công bằng. Mặc dù bị nhiều đảng phái tuyên truyền vận động dân chúng tẩy chay cuộc bầu cử và ngăn cản việc tổ chức bầu cử ở một số nơi, nhưng tại các địa phương, ở đâu cũng có người tự ứng cử, các cuộc tiếp xúc tranh cử công khai, tự do diễn ra ở khắp mọi nơi.
Sau khi kết quả bầu cử được công bố, sự thật hoàn toàn không như các đảng phái tuyên truyền. Nhiều đại biểu có uy tín của các giai cấp, tầng lớp, tôn giáo, dân tộc đều trúng cử tại Quốc hội khóa I hầu hết chưa là đảng viên.
Sau cuộc bầu cử, theo thỏa thuận với Việt Minh, phe đối lập bao gồm một số tổ chức như Việt Nam Cách mạng Đồng minh Hội và Việt Nam Quốc dân Đảng được Trung Hoa Dân quốc ủng hộ, không tham gia Tổng tuyển cử nhưng vẫn được nắm 70 ghế Quốc hội cùng nhiều vị trí trong chính quyền trung ương do chính sách hòa hợp các đảng phái của Chính phủ. Trong hồi ký Những năm tháng không thể nào quên, Đại tướng Võ Nguyên Giáp nhận định các đảng phái này lo sợ thất bại trước sức ủng hộ lớn của cử tri với Mặt trận Việt Minh nên không tham gia bầu cử.
Tại Kỳ họp thứ nhất của Quốc hội, theo đề nghị của Đoàn chủ tịch (Ngô Tử Hạ điều khiển, với Nguyễn Đình Thi làm thư ký), các ghế Quốc hội phân chia tả hữu, theo đó Việt Quốc, Việt Cách (cánh hữu) ngồi bên tay phải, và các đại biểu Việt Minh, Marxist, Xã hội, Dân chủ ngồi bên tay trái, nhưng theo ý kiến của Hồ Chí Minh thì không nên phân chia như vậy, thể hiện một sự đoàn kết trong Quốc hội.

#### Chính phủ Liên hiệp Kháng chiến
Sau khi Quốc hội được bầu, ngày 2 tháng 3 năm 1946, Chính phủ Liên hiệp Kháng chiến được thành lập để thay thế Chính phủ Liên hiệp Lâm thời. Ở các địa phương, các cấp chính quyền liên hiệp được thành lập trong năm 1946.
Trong thời gian hoạt động, Chính phủ đã tiếp tục thực hiện các biện pháp, chính sách để giữ vững nền độc lập của nước Việt Nam dân chủ non trẻ. Về đối nội đã kêu gọi các đảng phái đoàn kết phụng sự quốc gia, thực hiện các chính sách kinh tế, quốc phòng, văn hóa, giáo dục... Hồ Chí Minh giao cho Võ Nguyên Giáp và Trần Quốc Hoàn, sau này trở thành Bộ trưởng Công an, nhiệm vụ vô hiệu hóa các cuộc biểu tình do Việt Nam Quốc dân Đảng và Việt Nam Cách mệnh Đồng minh Hội tổ chức nhằm chấm dứt hoạt động tuyên truyền của các đảng này trong dân chúng. Võ Nguyên Giáp kể lại: "Chúng tôi phải trừng trị bọn phá hoại... Nhưng bằng mọi giá phải tránh khiêu khích và đảm bảo không xảy ra xung đột lớn". Võ Nguyên Giáp dùng lực lượng tự vệ và các hội viên Hội Cứu Quốc phá các cuộc biểu tình này. Khi có lộn xộn, lính Trung Quốc bắn chỉ thiên, xông vào giải tán đám biểu tình để vãn hồi trị an. Việt Nam Quốc dân Đảng hoảng hốt khi người Trung Hoa không giúp được gì nhiều trong việc chống lại Việt Minh như họ mong đợi. Ông Nguyễn Duy Thanh, một người theo chủ nghĩa quốc gia buồn rầu nhớ lại: "Không có Trung Hoa ủng hộ, những đảng phái theo chủ nghĩa quốc gia chẳng thể đối phó được với những người Cộng sản" 
Về đối ngoại đã thực hiện đàm phán với Chính phủ Pháp, ký với đại diện chính phủ Cộng hòa Pháp J. Sainteny bản Hiệp định sơ bộ Pháp-Việt ngày 6 tháng 3 năm 1946 cho phép 15.000 quân Pháp ra Bắc thay thế cho 20 vạn quân Tưởng rút về nước. Sau khi bản Hiệp định sơ bộ Pháp-Việt được ký ngày 6 tháng 3 năm 1946, các đảng phái không cộng sản và thân nước ngoài như Việt Quốc và Việt Cách đã lên tiếng phản đối Chính phủ ký hiệp định này với Pháp.
Từ ngày 19 tháng 4 đến ngày 11 tháng 5 năm 1946 tại Đà Lạt, chính phủ tổ chức một hội nghị dự bị, gặp gỡ giữa 2 phái đoàn Việt và Pháp chuẩn bị cho Hội nghị Fontainebleau chính thức vào tháng 7 năm 1946.
Ngày 31 tháng 5 năm 1946, Hồ Chí Minh lên đường sang Pháp theo lời mời của chính phủ nước này. Cùng ngày, phái đoàn chính phủ do Phạm Văn Đồng dẫn đầu cũng khởi hành. Trước khi đi, Hồ Chí Minh bàn giao quyền lãnh đạo đất nước cho Quyền Chủ tịch Nước là cụ Huỳnh Thúc Kháng với lời dặn "Dĩ bất biến, ứng vạn biến". Trước khi lên đường sang Pháp, Hồ Chí Minh dự đoán thời gian ở Pháp "...có khi một tháng, có khi hơn"  nhưng cuối cùng Hồ Chí Minh ở Pháp 4 tháng trong lúc phái đoàn do Phạm Văn Đồng dẫn đầu tham dự Hội nghị Fontainebleau (diễn ra từ 6 tháng 7 tới 10 tháng 9 năm 1946). Hội nghị Fontainebleau không đem lại kết quả cụ thể nào. Sau khi phái đoàn của Việt Nam về nước, tại Pháp, ngày 14 tháng 9 năm 1946, Hồ Chí Minh ký với đại diện Pháp bản Tạm ước Việt - Pháp.
Ngày 15 tháng 6 năm 1946, người lính cuối cùng của quân đội Trung Hoa Dân Quốc rời khỏi Việt Nam. Các thành viên Việt Nam Quốc dân Đảng và Việt Nam Cách Mệnh Đồng minh Hội mất chỗ dựa hậu thuẫn chính là quân đội Tưởng Giới Thạch và do bất đồng về việc ký Hiệp định sơ bộ Pháp-Việt ngày 6 tháng 3 cũng như không muốn sáp nhập quân đội vào biên chế Vệ quốc đoàn dưới sự chỉ huy của Bộ Quốc phòng do Việt Minh kiểm soát do lo sợ bị khống chế rồi bị giải tán dần đã lần lượt rút khỏi chính phủ Liên hiệp. Lãnh tụ đảng Việt Cách là Nguyễn Hải Thần và các thành viên Việt Quốc - Việt Cách khác trong chính phủ như Nguyễn Tường Tam, Vũ Hồng Khanh và cánh thân Tưởng do Vũ Hồng Khanh lãnh đạo lưu vong sang Trung Quốc. Các đảng viên Đại Việt phần lớn vẫn ở lại Việt Nam chờ thời cơ. Nguyễn Tường Tam với tư cách Bộ trưởng Bộ Ngoại giao dẫn đầu phái đoàn Việt Nam Dân chủ Cộng hòa tham gia Hội nghị trù bị tại Đà Lạt, nhưng do bất đồng đã không tham gia hầu hết các phiên họp, sau đó cũng không tham gia Hội nghị Fontainebleau, cuối cùng rời bỏ chính phủ (tài liệu nhà nước nêu Nguyễn Tường Tam thiếu bản lĩnh chính trị, lập trường bấp bênh, biển thủ công quỹ rồi đào nhiệm sang nước ngoài). Việc các thành viên chủ chốt của Việt Quốc, Việt Cách như Nguyễn Hải Thần, Nguyễn Tường Tam, Vũ Hồng Khanh rời bỏ chính phủ, lưu vong sang Trung Quốc đã đánh dấu chấm hết cho thời kỳ hợp tác giữa Việt Minh và các đảng phái không cộng sản tại miền Bắc, trong công cuộc "kháng chiến kiến quốc" mà Chính phủ Liên hiệp Kháng chiến là biểu tượng.
Sự có mặt của quân đội Tưởng Giới Thạch cho tới lúc đó đã đảm bảo sự tồn tại của Việt Nam Quốc dân Đảng và Việt Nam Cách mệnh Đồng minh Hội. Hai đảng này không có một chương trình gắn kết với nhau để tranh thủ dân chúng như Việt Minh. Những người lãnh đạo Việt Nam Quốc dân Đảng và Việt Nam Cách mệnh Đồng minh Hội thì còn xa mới có được những phẩm chất có thể so sánh với Hồ Chí Minh, Võ Nguyễn Giáp và những người có trách nhiệm khác của Việt Minh. Khi quân đội Tưởng Giới Thạch rút khỏi Việt Nam ngày 15 tháng 6 năm 1946, hiểu theo cách này hay cách khác, Võ Nguyên Giáp quyết định Việt Minh phải hoàn toàn một mình điều khiển bộ máy chính quyền. Võ Nguyên Giáp hối hả hành động ngay với mục tiêu rải khắp: Việt Nam Cách mệnh Đồng minh Hội được Trung Hoa Quốc dân Đảng ủng hộ, Việt Nam Quốc dân Đảng (theo Cecil B. Currey tổ chức này mượn danh cách mạng của Việt Nam Quốc dân Đảng năm 1930 do Nguyễn Thái Học sáng lập còn theo David G. Marr thì Đảng Cộng sản Đông Dương đã ra sức tuyên truyền Việt Nam Quốc dân Đảng phản bội lại sự nghiệp cách mạng của Nguyễn Thái Học năm 1930 nhưng đến cuối năm 1945 nhiều người dân vẫn không tin vào điều đó), nhóm quốc gia thân Nhật Đại Việt, những người Trotskyist, những người quốc gia chống Pháp, nhóm Công giáo mang tên "chiến sĩ Công giáo". Võ Nguyễn Giáp đã từng bước tìm cách loại bỏ dần các đảng phái này. Ngày 19 tháng 6 năm 1946, Báo Cứu Quốc của Tổng bộ Việt Minh đăng xã luận kịch liệt chỉ trích "bọn phản động phá hoại Hiệp định sơ bộ Pháp Việt mùng 6 tháng 3". Ngay sau đó Võ Nguyên Giáp bắt đầu chiến dịch truy quét các đảng phái đối lập bằng lực lượng công an và quân đội do Việt Minh kiểm soát với sự giúp đỡ của nhà cầm quyền Pháp. Ông cũng sử dụng các binh lính, sĩ quan Nhật Bản tình nguyện ở lại Việt Nam và một số vũ khí do Pháp cung cấp (ở Hòn Gai quân Pháp cung cấp cho Việt Minh những khẩu pháo để diệt một số vị trí do quân Đại Việt chiếm giữ) trong chiến dịch này.
Một trong những sự kiện nổi tiếng nhất trong chiến dịch trấn áp các đảng phái đối lập là vụ án phố Ôn Như Hầu. Sau khi từ Trung Quốc về Việt Nam, Việt Nam Quốc dân Đảng ngoài việc tìm cách lật đổ Việt Minh để cùng với các đảng phái Việt Cách, Đại Việt... chiếm chính quyền, Việt Nam Quốc dân Đảng và Đại Việt Quốc dân đảng nhờ có vũ khí do Trung Hoa Dân Quốc chuyển giao còn tổ chức các đội vũ trang mang tên "Thần lôi đoàn", "Thiết huyết đoàn", "Hùm xám"... Các đội vũ trang này đã tổ chức nhiều vụ cướp có vũ trang, bắt cóc, tống tiền, tổ chức ám sát những người theo Việt Minh và cả những người trung lập như ông Ba Viên (Ba Viên bị Quốc dân Đảng nghi ngờ là gián điệp của Pháp, sau khi gặp Hồ Chí Minh, Ba Viên quay về Hà Giang, bắt giữ và hành quyết một số đảng viên Việt Nam Quốc dân Đảng) rồi tuyên truyền đổ lỗi cho Việt Minh đã không đảm bảo được an ninh trật tự ở Hà nội và một số đô thị ở Bắc Bộ. Không những thế đầu tháng 6 năm 1946, Việt Nam Quốc dân Đảng tổ chức cho Nghiêm Xuân Chi (đảng viên Việt Quốc) ám sát một số lãnh đạo của Việt Minh như Võ Nguyên Giáp, Trường Chinh và ông Bồ Xuân Luật, một người cũ của Việt Cách nay đứng về phe Việt Minh. Trước những hoạt động gây mất trật tự an ninh tại Hà Nội và một số thành phố ở Bắc Bộ, Sở Công an Bắc Bộ đã lập chuyên án mà sau này được lấy tên công khai là Chuyên án số 7 phố Ôn Như Hầu. Trường Chinh (Tổng Bí thư Đảng Cộng sản Đông Dương, khi đó rút vào hoạt động bí mật, chức danh công khai là Hội trưởng Hội nghiên cứu Chủ nghĩa Mác ở Đông Dương) được Nha Công an Trung ương báo cáo phát hiện được âm mưu của thực dân Pháp câu kết với Việt Nam Quốc dân Đảng đang chuẩn bị đảo chính Chính phủ Việt Nam Dân chủ Cộng hòa, đã chỉ đạo phải tập trung trấn áp Việt Nam Quốc dân Đảng, nhưng phải có đủ chứng cứ.
Sáng sớm ngày 12 tháng 7 năm 1946, một tiểu đội công an do Lê Hữu Qua chỉ huy bao vây khám xét trụ sở của Đảng Đại Việt tại số 132 Duvigneau, do nghi ngờ Đại Việt cấu kết với Pháp âm mưu tiến hành đảo chính lật đổ Chính phủ Việt Nam Dân chủ Cộng hòa đúng vào ngày Quốc khánh Pháp (14 tháng 7 năm 1946) khiến lính canh và các đảng viên Đại Việt không kịp phản ứng. Khi thực hiện cuộc bao vây khám xét này, lực lượng công an chưa có chứng cứ cụ thể và chưa có lệnh của cấp trên nhưng vẫn tiến hành để các thành viên Đại Việt không có thời gian rút vào bí mật và tẩu tán truyền đơn, hiệu triệu lật đổ chính quyền. Tại trụ sở của Đại Việt, lực lượng công an đã tìm thấy nhiều truyền đơn, hiệu triệu chưa kịp tẩu tán cùng nhiều súng ống, lựu đạn. Công an cũng được cho là đã phát hiện một bản kế hoạch có chữ ký của Trương Tử Anh, theo đó Đại Việt sẽ quăng lựu đạn vào lính Pháp gốc Phi trong ngày diễu binh của quân đội Pháp, tiếp đó quân đội Đại Việt hoặc quân đội Pháp sẽ bắt giữ những lãnh đạo Đảng Cộng sản Đông Dương và Việt Nam Dân chủ Cộng hòa, cuối cùng Trương Tử Anh sẽ công bố thành lập chính phủ mới. Lê Giản, Giám đốc Nha Công an Bắc bộ, đưa tài liệu này cho Quyền Chủ tịch nước Huỳnh Thúc Kháng. Ông này đọc rồi nói "Tiêu diệt chúng! Quét sạch toàn bộ! Lũ phản bội! Đồ chó má!". Tuy nhiên, tài liệu này là một bản dự thảo do Trương Tử Anh viết tay chỉ để sử dụng trong Đại Việt Quốc dân Đảng. Lê Giản không cung cấp được bằng chứng về sự thông đồng của Pháp với Đại Việt Quốc dân Đảng trong kế hoạch đảo chính ngày 14 tháng 7 năm 1946 ngoài việc Sainteny tiếp tục muốn tổ chức diễu binh vào ngày đó. Lê Giản tìm Võ Nguyên Giáp và được Giáp chỉ thị tấn công tất cả các văn phòng của Việt Quốc ở Hà Nội và các tỉnh.
Sau đó, lúc 7h sáng ngày 12 tháng 7 năm 1946, Việt Nam Công an vụ thực hiện phá vụ án phố Ôn Như Hầu. Chỉ đạo trực tiếp lực lượng công an phá vụ án này là các ông Lê Giản (Giám đốc Nha Công an Bắc Bộ), Nguyễn Tuấn Thức (Giám đốc Công an Hà Nội) và Nguyễn Tạo (Trưởng nha Điệp báo Công an Trung ương). Lực lượng công an xung phong đã thực hiện khám xét các trụ sở Việt Nam Quốc dân Đảng (7 căn nhà) tại Hà Nội, bắt tại chỗ nhiều thành viên của Việt Nam Quốc dân Đảng cùng nhiều tang vật như truyền đơn, vũ khí, dụng cụ tra tấn, đồng thời phát hiện nhiều xác chết tại đó,... Hơn 100 người bị bắt và một số người biến mất không dấu vết. Trong số các thành viên của Quốc dân Đảng bị bắt, có một đại biểu Quốc hội Việt Nam khóa I là Phan Kích Nam. Theo điều tra của Nha công an, Việt Nam Quốc dân Đảng đang chuẩn bị những hành động khiêu khích rất nghiêm trọng. Dự định các thành viên của Việt Nam Quốc dân Đảng sẽ phục sẵn dọc đường quân Pháp diễu hành qua nhân ngày Quốc khánh Pháp, bắn súng, ném lựu đạn để tạo ra những chuyện rắc rối giữa Pháp và Chính phủ, gây sự phá hoại hòa bình rồi tung truyền đơn hô hào lật đổ chính quyền và sau đó đứng ra bắt tay với Pháp.
Ngày 16 tháng 7, Quyền Chủ tịch nước Huỳnh Thúc Kháng đã có tuyên bố trấn an dư luận: "Những đảng viên Việt Nam Quốc dân Đảng chân chính, được bảo đảm sự tự do hoạt động trong vòng pháp luật... Những kẻ bắt cóc, tống tiền, ám sát thì phải đem ra pháp luật nghiêm trị. Đây không phải là vấn đề đảng phái. Việc khám xét vừa rồi là việc phải làm để bảo vệ trị an...".
Theo quy định của pháp luật thì Phó Chủ tịch nước và Bộ trưởng do Quốc hội bầu, và chỉ phế truất bởi Quốc hội theo thủ tục quy định của pháp luật Trong phiên điều trần trước Quốc hội tại Kỳ họp thứ hai liên quan Tạm ước và một số thành viên rời Chính phủ, Hồ Chí Minh có nói:
Tạm ước này có ảnh hưởng tới các hiệp ước ký sau không? Trong xã hội loài người, có cái gì mà không ảnh hướng tới cái khác. Tuy vậy, những sự điều đình sau đây không thể vì bản tạm ước này mà bị ràng bó. Bản Tạm ước này tùy theo sự thi hành thế nào, sẽ tạo điều kiện đẩy cho những cuộc điều đình sau mau chóng đạt kết quả.Về ông Phó Chủ tịch Nguyễn Hải Thần, ông Bộ trưởng Ngoại giao Nguyễn Tường Tam, ông Phó Chủ tịch Quân ủy hội Vũ Hồng Khanh, các ông ấy không có mặt ở đây. Lúc Nhà nước đương gặp bước khó khăn, quốc dân tin ở người nào trao người ấy làm công việc lớn mà các ông ấy lại bỏ đi thì các ông ấy phải hỏi lương tâm thế nào? Những người đã bỏ việc đi kia, họ không muốn gánh vác việc nước nhà hoặc họ cũng không đủ năng lực gánh vác, nay chúng ta không có họ ở đây chúng ta cũng cứ gánh vác được như thường.
Dù vậy, một số thành viên Việt Quốc, Việt Cách như Chu Bá Phượng, Bồ Xuân Luật vẫn tiếp tục tham gia Chính phủ, kể cả khi lên Việt Bắc. Trương Đình Tri vẫn tiếp tục tham gia chính phủ sau Vụ án phố Ôn Như Hầu. Tại kỳ họp thứ hai Quốc hội, vẫn có 37 đại biểu Việt Quốc, Việt Cách tham gia (tổng số 291 thành viên tham dự trong tổng số 444 thành viên đã mở rộng so với đầu năm). Cung Đình Quỳ tiếp tục tham gia Ban Thường trực Quốc hội.

#### Chính phủ Liên hiệp Quốc dân
Ngày 3 tháng 11 năm 1946 Chính phủ Liên hiệp Quốc dân nhiều thành phần được thành lập thay cho Chính phủ Liên hiệp Kháng chiến nhằm đáp ứng tình hình mới. 
Trong thời gian kháng chiến, bộ máy hành chính các cấp có nhiều biến đổi. Tổ chức đơn vị hành chính Khu và Liên khu. Thành lập các Ủy ban Kháng chiến các cấp. Cấp Trung ương, thành lập Bộ Tổng chỉ huy Quân đội Quốc gia (1947), sau đổi là Bộ Tổng tư lệnh (1948) rồi Bộ Quốc phòng Tổng tư lệnh. Các cơ quan tư pháp cơ bản tổ chức theo cấp xét xử.

#### Từ năm 1955
Ban đầu, Việt Nam Dân chủ Cộng hòa là chính thể của nước Việt Nam thống nhất, nhưng thực tế sau năm 1954 thì chỉ quản lý từ Vĩnh Linh trở ra. Sau năm 1954, nhà nước bắt đầu đặt ra các mục tiêu cải tạo xã hội chủ nghĩa.

### Quốc hội
Quốc hội khóa I (Quốc hội lập hiến), với tên gọi lúc đó là Nghị viện Nhân dân, được bầu vào ngày 6 tháng 1 năm 1946, với tỷ lệ cử tri đi bỏ phiếu là 89% và có 333 người trúng cử.
Ngày 20 tháng 9 năm 1945, Ủy ban Dự thảo Hiến pháp được thành lập theo Sắc lệnh số 34-SL gồm có 7 thành viên: Hồ Chí Minh, Vĩnh Thụy (vua Bảo Đại), Đặng Thai Mai, Vũ Trọng Khánh, Lê Văn Hiến, Nguyễn Lương Bằng, Đặng Xuân Khu (Trường Chinh).
Ngày 9 tháng 11 năm 1946, tại Kỳ họp thứ hai Quốc hội khóa I thông qua Hiến pháp Việt Nam Dân chủ Cộng hòa. Dự kiến trưng cầu dân ý toàn quốc thông qua Hiến pháp, bầu cử Nghị viện Nhân dân theo quy định của Hiến pháp mới thay cho Quốc hội lập hiến, nhưng chiến tranh nên không thực hiện được. Khi đó Quốc hội chia theo nhóm: Mác xít, Xã hội chủ nghĩa, Dân chủ, Việt Minh, Đồng minh Hội và Việt Nam Quốc dân Đảng, không kể các đại biểu trung lập.
Tiếp đó, Dự án luật Lao động được thông qua và ban hành ngày 8 tháng 11 năm 1946. Đây là dự luật đầu tiên được thông qua.
Ngày 31 tháng 9 năm 1959, trong kỳ họp tại Hà Nội, Quốc hội khóa I thông qua Hiến pháp mới. Do tình hình chiến tranh, Hiến pháp 1946 chưa được chính thức công bố và theo một số người chưa từng có hiệu lực về phương diện pháp lý. Quốc hội Việt Nam khóa I cũng đã thông qua Hiến pháp năm 1959 và xem là kế thừa Hiến pháp năm 1946, là Hiến pháp của một nước Việt Nam thống nhất trên cơ sở khẳng định tính hợp hiến, hợp pháp của Quốc hội và Chính phủ Việt Nam Dân chủ Cộng hòa.
Quốc hội khóa II được bầu năm 1960, các đại biểu miền Nam đủ tư cách được bầu trong khóa I được lưu nhiệm. Quốc hội khóa III được bầu năm 1964, các đại biểu miền Nam đủ tư cách được bầu trong khóa I được lưu nhiệm. Kỳ họp thứ 7 năm 1971 ra nghị quyết miễn nhiệm các đại biểu miền Nam, sau khi Đại hội quốc dân miền Nam bầu ra Chính phủ Cách mạng Lâm thời Cộng hòa miền Nam Việt Nam và Hội đồng Cố vấn bên cạnh Chính phủ. Quốc hội khóa IV được bầu năm 1971. Quốc hội khóa V được bầu năm 1975.

### Tư pháp

#### 1945–1954
Ngay sau khi thành lập, Chính phủ Cách mạng Lâm thời giải tán một số đảng với lý do "tư thông với ngoại quốc", "phương hại đến nền độc lập Việt Nam" hoặc để trừng trị "bọn phản cách mạng", củng cố chính quyền mới. Chính phủ cũng cho phép Ty Liêm phóng có thể bắt những người "nguy hiểm cho nền Dân chủ Cộng hòa Việt Nam".
Bộ Tư pháp Việt Nam được thành lập ngày 28 tháng 8 năm 1945 cùng với Chính phủ Cách mạng Lâm thời do luật sư Vũ Trọng Khánh làm bộ trưởng, sau tháng 3 năm 1946 thì chuyển giao cho luật sư Vũ Đình Hòe. Bộ Tư pháp giải thể vào năm 1960.
Ngày 13 tháng 9 năm 1945, Chính phủ thành lập các tòa án quân sự để "xử tất cả các người nào vi phạm vào một việc gì có phương hại đến nền độc lập của nước Việt Nam Dân chủ Cộng hòa". Tòa án quân sự có quyền tuyên án tịch thu tài sản, phạt tù, phạt khổ sai hoặc phạt tử hình, nhưng quân đội tự xét xử những phạm nhân là binh sĩ.
Ngày 12 tháng 4 năm 1953, Chính phủ thành lập tòa án nhân dân đặc biệt ở những nơi phát động quần chúng để đảm bảo việc thi hành chính sách ruộng đất, giữ gìn trật tự xã hội, củng cố chính quyền nhân dân, thúc đẩy kháng chiến đến thắng lợi. Tòa án nhân dân đặc biệt có nhiệm vụ trừng trị những kẻ phản cách mạng, những cường hào gian ác, những kẻ chống lại hoặc phá hoại chính sách ruộng đất; xét xử những tranh chấp về tài sản, ruộng đất liên quan đến các vụ án trên; và xét xử những tranh cãi về phân định thành phần giai cấp.
Thẩm quyền tòa án nhân dân đặc biệt huyện hoặc liên huyện đặt dưới sự lãnh đạo của Ủy ban Kháng chiến Hành chính tỉnh và đi xử lưu động ở các xã có phát động quần chúng. Việc thành lập Tòa án Nhân dân Đặc biệt ở huyện hay liên huyện do Ủy ban Kháng chiến Hành chính tỉnh quyết định và Ủy ban Kháng chiến Hành chính liên khu duyệt y. Tòa án Nhân dân Đặc biệt có Chánh án, 6 đến 10 thẩm phán, đa số là trung nông và bần cố nông, bần cố nông nhiều hơn trung nông. Chánh án và một nửa số thẩm phán do Ủy ban Kháng chiến Hành chính tỉnh chọn lựa và Ủy ban Kháng chiến Hành chính liên khu duyệt y. Một nửa số thẩm phán do Nông hội hoặc Hội nghị đại biểu nông dân ở huyện hay liên huyện cử ra. Khi đến xã nào xử thì lấy thêm đại biểu nông dân ở xã đó, nhưng số đại biểu lấy vào không được quá 1/3 tổng số thẩm phán. Sắc lệnh số 233/SL ngày 14 tháng 6 năm 1955 sửa lại quy định trong Sắc lệnh 150/SL: Khi phân tòa đến xã nào xử thì lấy thêm 5 đại biểu nông dân của xã đó. Số đại biểu này do Hội nghị đại biểu nông dân xã bầu ra, và phải là bần cố trung nông; số bần cố nông phải nhiều hơn trung nông. Các đại biểu này có quyền hạn và nhiệm vụ của những thẩm phán.
Tòa án này có quyền tuyên: tha bổng, cảnh cáo, bồi thường, tịch thu tài sản, tước quyền công dân, quản chế địa phương, phạt tù có thời hạn, phạt tù chung thân, xử tử hình. Đối với việc duyệt án, án tù dưới 5 năm do Ủy ban Kháng chiến Hành chính tỉnh duyệt và do Chủ tịch Ủy ban Kháng chiến Hành chính tỉnh ký vào bản án. Án từ 5 năm tù trở lên chung thân và án tử hình thì do Ủy ban Kháng chiến Hành chính liên khu duyệt và do Chủ tịch Ủy ban Kháng chiến Hành chính liên khu ký vào bản án. Trong 10 ngày sau khi tuyên án, người bị án có quyền chống án.

#### 1954–1976
Trong Chiến tranh Việt Nam, Quốc hội khóa I đến khóa V thông qua nhiều đạo luật để xây dựng pháp chế xã hội chủ nghĩa của Việt Nam Dân chủ Cộng hòa. Ngoài ra, chủ tịch nước Việt Nam Dân chủ Cộng hòa cũng ban hành các sắc lệnh quy định những vấn đề mà Quốc hội chưa ban hành luật.
Ngày 14 tháng 12 năm 1956, chủ tịch nước ra quy định về chế độ báo chí. Sắc lệnh này quy định tất cả các báo chí đều được hưởng quyền tự do ngôn luận, không phải kiểm duyệt trước khi in. Một tờ báo phải xin phép làm thủ tục khai báo trước khi xuất bản và chỉ được hoạt động nếu được cơ quan phụ trách về báo chí của Chính phủ cấp giấy phép.
Ngày 20 tháng 5 năm 1957, chủ tịch nước ra sắc lệnh ban hành Luật quy định quyền Lập hội. Đạo luật quy định lập hội phải xin phép và thể lệ lập hội do Chính phủ quy định, đồng thời những hội đã thành lập trước ngày ban hành đạo luật và đã hoạt động trong vùng tạm bị chiếm trong thời kỳ kháng chiến đều phải xin phép lại để tiếp tục hoạt động.
Năm 1958, Viện Công tố Trung ương, tiền thân của Viện kiểm sát nhân dân tối cao, được thành lập với Viện trưởng đầu tiên là Bùi Lâm. Tháng 5 năm 1959, Tòa án nhân dân tối cao được thành lập với chánh án đầu tiên là luật sư Phạm Văn Bạch.

### Phân cấp hành chính

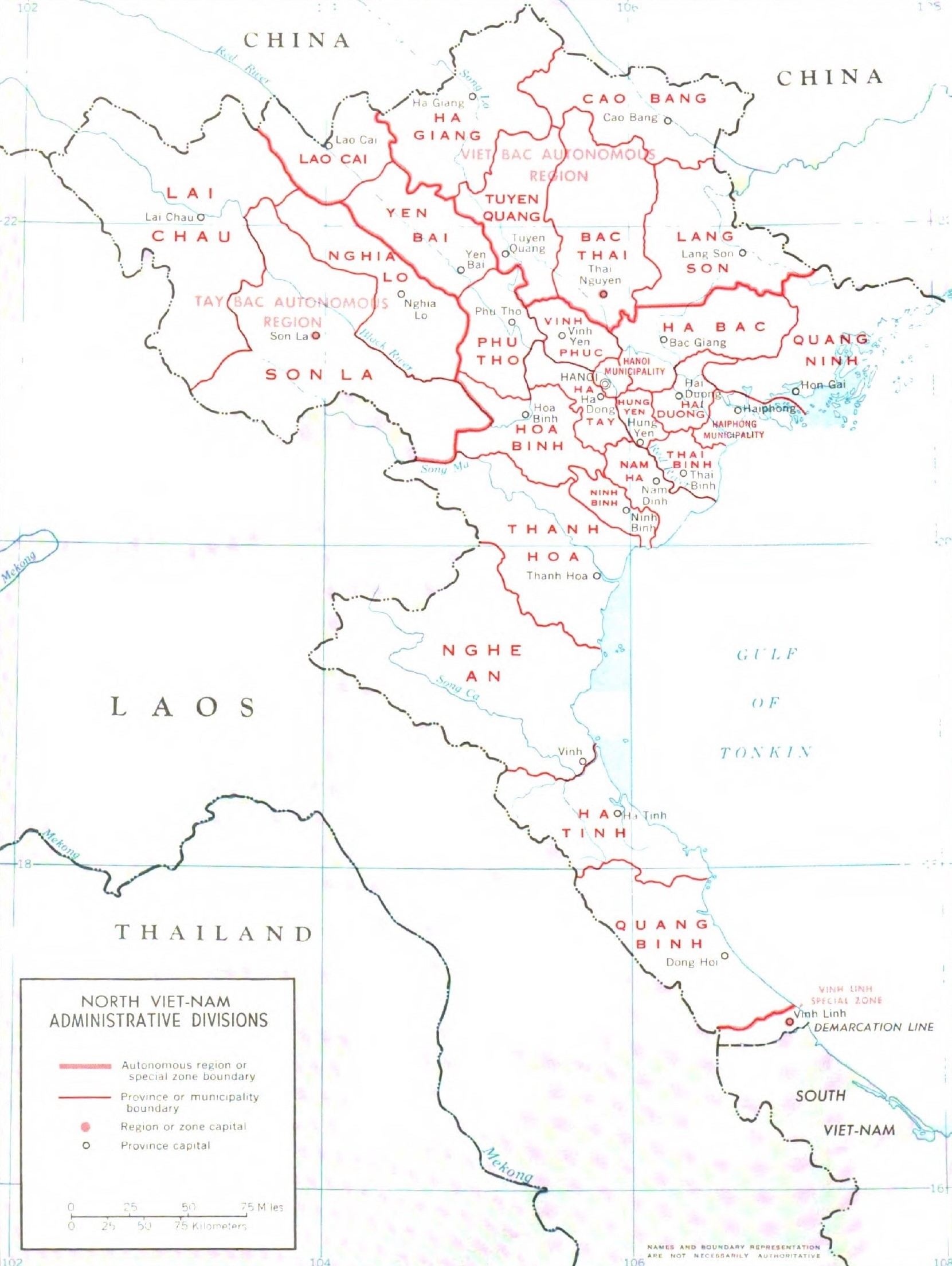
Bản đồ đơn vị hành chính của Việt Nam Dân chủ Cộng hòa.

| “                                                    | Các đơn vị hành chính trong nước Việt Nam Dân chủ Cộng hòa phân định như sau: Nước chia thành tỉnh, khu tự trị, thành phố trực thuộc trung ương; Tỉnh chia thành huyện, thành phố, thị xã; Huyện chia thành xã, thị trấn. Các đơn vị hành chính trong khu vực tự trị do luật định. | ” |
| — Điều 78, Hiến pháp Việt Nam Dân chủ Cộng hòa 1959. | |   |

Sau Cách mạng tháng Tám, đơn vị hành chính các cấp gồm: kỳ, tỉnh, huyện, xã. Thành phố Hà Nội trực thuộc trung ương. Thành phố Hải Phòng, Sài Gòn – Chợ Lớn trực thuộc kỳ, thành phố Nam Định, Vinh, Bến Thủy, Huế và Đà Nẵng đều tạm coi là Thị xã.
Thời kỳ kháng chiến, tổ chức thêm các đơn vị hành chính cấp Khu và Liên khu. Thủ đô kháng chiến đặt ở Việt Bắc.
Trong thành phố trực thuộc trung ương, thời kỳ 1954–1958, có các cấp hành chính quận (ở cả nội thành và ngoại thành), dưới quận có khu phố (ở nội thành) và xã (ở ngoại thành, ngoài ra có phố là cấp không thông dụng, như phố Gia Lâm ở Hà Nội). Năm 1958, nội thành bỏ quận, thay bằng khu phố (gọi tắt là khu), dưới khu phố là khối dân phố, ngoại thành có quận (từ năm 1961 đổi là huyện) và xã. Năm 1974, đổi tên gọi khối dân phố thành cấp tiểu khu.
Từ năm 1955, Việt Nam Dân chủ Cộng hòa đã thiết lập Khu tự trị Thái Mèo (sau đổi là Khu tự trị Tây Bắc) gồm ba tỉnh Lai Châu, Sơn La, Nghĩa Lộ, và năm 1956 thiết lập Khu tự trị Việt Bắc gồm 6 tỉnh Cao Bằng, Lạng Sơn, Thái Nguyên, Bắc Cạn, Hà Giang, Tuyên Quang. Khu tự trị là đơn vị hành chính đệm giữa Trung ương và cấp tỉnh. Năm 1975 cấp này bị bãi bỏ.

### Ngoại giao

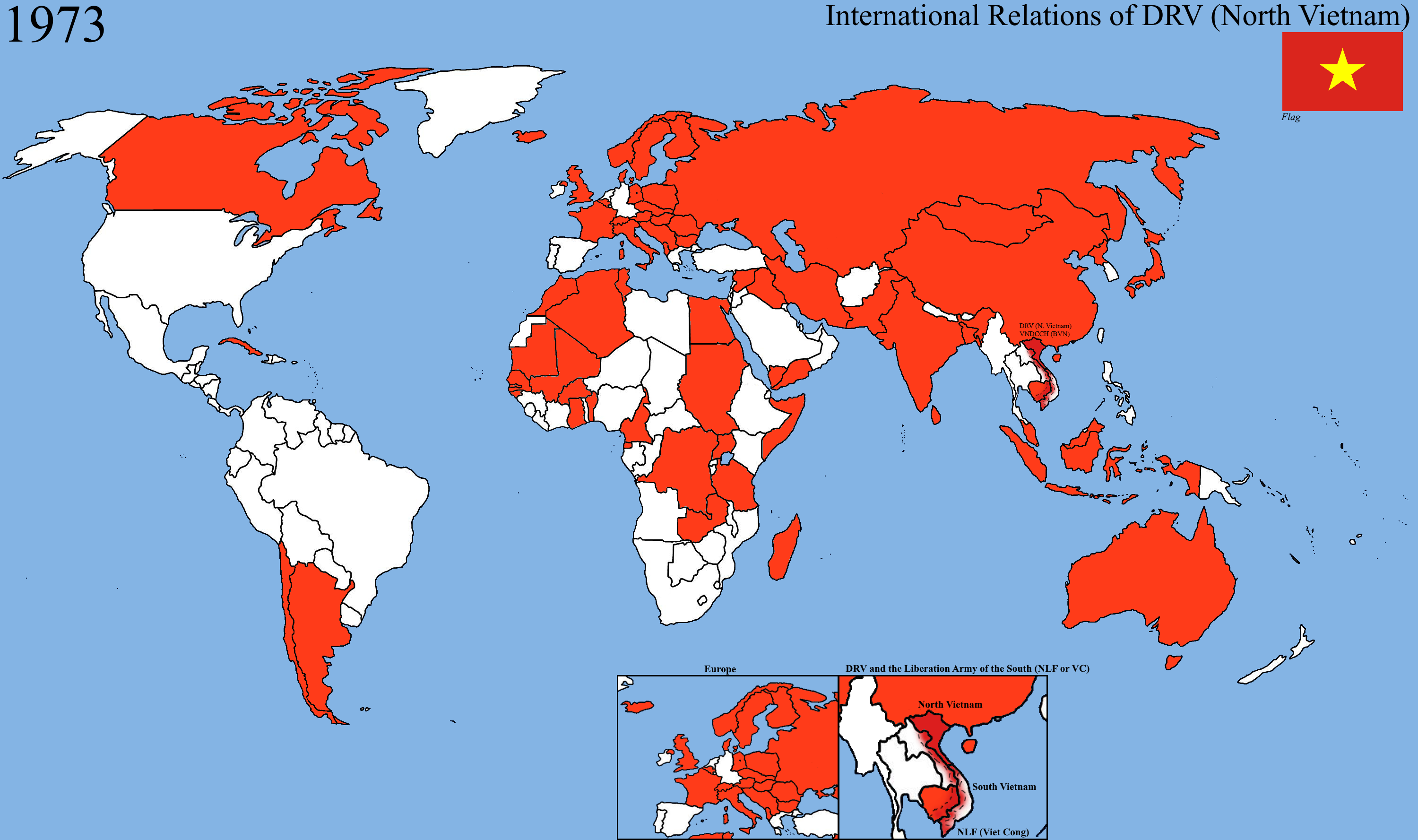
Quốc gia công nhận Việt Nam Dân chủ Cộng hòa vào năm 1973.

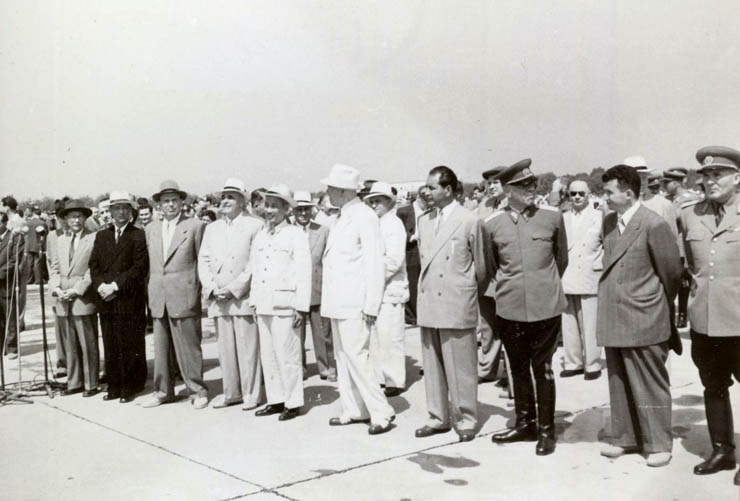
Phái đoàn thăm Cộng hòa xã hội chủ nghĩa Romania do Hồ Chí Minh làm trưởng đoàn vào năm 1957.

Việt Nam Dân chủ Cộng hòa không có nhiều quan hệ ngoại giao với thế giới tư bản trong hầu hết lịch sử tồn tại nhưng được gần như toàn bộ khối xã hội chủ nghĩa công nhận, viện trợ, ví dự như Liên Xô và những quốc gia Khối phía Đông ở Đông Âu và Trung Á, Trung Quốc, Cộng hòa Dân chủ Nhân dân Triều Tiên và Cuba. Từ năm 1950 đến năm 1957, Việt Nam Dân chủ Cộng hòa từ chối thiết lập quan hệ ngoại giao với Nam Tư, phản ánh lập trường của Liên Xô về Josip Broz Tito.

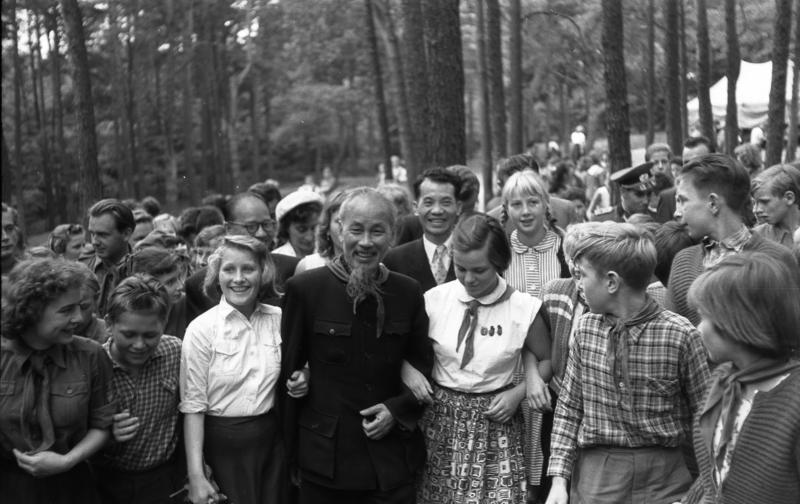
Hồ Chí Minh và các thành viên Tổ chức Tiền phong Ernst Thälmann gần Đông Berlin, năm 1957

Một số quốc gia không liên kết công nhận Việt Nam Dân chủ Cộng hòa trên thực tế, ví dụ như Ấn Độ. Việt Nam Dân chủ Cộng hòa có quan hệ thân thiết với Algérie vì đã bí mật viện trợ vũ khí cho phong trào độc lập Algérie trong Chiến tranh Algérie. Tại hội nghị thượng đỉnh năm 1973 của Phong trào không liên kết, Algérie trình dự thảo nghị quyết đề nghị các thành viên ủng hộ Việt Nam Dân chủ Cộng hòa và Cộng hòa miền Nam Việt Nam.
Việt Nam Dân chủ Cộng hòa ban đầu hướng tới Hoa Kỳ do mối quan hệ đồng minh chống Nhật Bản. Tháng 1 năm 1946, Hồ Chí Minh gửi tám bức thư đến Tổng thống Harry S. Truman và Ngoại trưởng James F. Byrnes, nhưng không được hồi âm. Tháng 7 năm 1946, Chính phủ thành lập cơ quan đại diện ngoại giao ở nước ngoài đầu tiên tại Thái Lan. Năm 1946, Hồ Chí Minh gặp lãnh đạo phong trào phục quốc Do Thái David Ben-Gurion tại Pháp và ngỏ ý sẵn sàng thiết lập quan hệ ngoại giao khi nhà nước Do Thái được thành lập. Năm 1947, Việt Nam Dân chủ Cộng hòa đặt cơ quan liên lạc đầu tiên tại Yangon, Miến Điện. Từ tháng 1 năm 1947, Hồ Chí Minh bắt đầu điện đàm với các lãnh đạo Ấn Độ.
Từ năm 1950, Việt Nam Dân chủ Cộng hòa bắt đầu được các nước thuộc Khối phía Đông công nhận, bao gồm Trung Quốc, Liên Xô, Cộng hòa Dân chủ Nhân dân Triều Tiên, Cộng hòa Dân chủ Đức, Tiệp Khắc, România, Ba Lan, Hungary, Bulgaria và Albania. Năm 1954, Mông Cổ thiết lập quan hệ ngoại giao với Việt Nam Dân chủ Cộng hòa.
Sau khi tiếp quản Hà Nội, Chính phủ công nhận cơ quan đại diện ngoại giao của Ấn Độ tại Hà Nội. Ngày 17 tháng 10 năm 1954, Thủ tướng Ấn Độ Jawaharlal Nehru thăm Việt Nam. Tháng 11 năm 1954, Thủ tướng Miến Điện U Nu thăm Việt Nam. Tuy nhiên, quan hệ ngoại giao với Ấn Độ, Indonesia và Miến Điện chỉ ở cấp lãnh sự.
Năm 1969, Thụy Điển là quốc gia phương Tây đầu tiên thiết lập quan hệ ngoại giao cấp đại sứ với Việt Nam Dân chủ Cộng hòa. Vào thập niên 1970, nhiều quốc gia phương Tây theo sau Thụy Điển công nhận Việt Nam Dân chủ Cộng hòa. Tháng 12 năm 1972, tổng cộng có 49 quốc gia công nhận Việt Nam Dân chủ Cộng hòa. Ngày 12 tháng 4 năm 1973, Pháp thiết lập quan hệ ngoại giao với Việt Nam Dân chủ Cộng hòa.

### Quân đội
Quân đội nhân dân Việt Nam là lực lượng vũ trang của Việt Nam Dân chủ Cộng hòa, tiền thân là Quân đội Quốc gia Việt Nam và Vệ quốc đoàn do Việt Minh thành lập.
Ở miền Nam, Vệ quốc đoàn có nhiều đơn vị của các giáo phái Cao Đài, Hòa Hảo, Bình Xuyên tuy chấp hành những chỉ thị quân sự của cấp trên nhưng lại từ chối tiếp nhận các chính ủy do cấp trên cử xuống. Sau những xung đột quân sự giữa các đơn vị do giáo phái chỉ huy với những đơn vị do Việt Minh chỉ huy, và nhất là sau khi giáo chủ Huỳnh Phú Sổ của Hòa Hảo mất tích, phần lớn lực lượng quân sự của các giáo phái Cao Đài, Hòa Hảo, Bình Xuyên ly khai khỏi Vệ quốc đoàn hợp tác với chính phủ Nam Kỳ tự trị thuộc Pháp và sau này với Quốc gia Việt Nam.

### Các tổ chức chính trị
Từ năm 1945 đến 1950, Việt Nam có nhiều đảng, tổ chức chính trị thuộc nhiều khuynh hướng chính trị, ý thức hệ. Sau khi Quốc gia Việt Nam được thành lập thì Đảng Lao động Việt Nam cũng được thành lập, hoạt động công khai. Ở Việt Nam Dân chủ Cộng hòa chỉ còn 3 đảng: Đảng Lao động, Đảng Dân chủ và Đảng Xã hội trong Mặt trận Liên Việt. Ba đảng này hoạt động công khai trong vùng do Việt Nam Dân chủ Cộng hòa kiểm soát và ủng hộ Việt Nam Dân chủ Cộng hòa. Những đảng, tổ chức khác hoạt động công khai trong vùng do Pháp và Quốc gia Việt Nam kiểm soát và ủng hộ Quốc gia Việt Nam chống Việt Nam Dân chủ Cộng hòa.

#### Các đảng, tổ chức chống Pháp
1. Việt Nam Độc lập Đồng Minh (Việt Minh): là tổ chức lớn nhất chống Pháp, không có học thuyết rõ ràng, nhưng được Hoa Kỳ đánh giá là tổ chức dân tộc chủ nghĩa nổi bật nhất, chịu sự ảnh hưởng của Đảng Cộng sản Đông Dương và chủ nghĩa Marx; Việt Minh hợp nhất với Liên Việt từ tháng 3 năm 1949 thành Mặt trận Liên Việt.[143]
2. Hội Liên hiệp Quốc dân Việt Nam (Liên Việt): là tổ chức liên hiệp các tổ chức chính trị và xã hội với mục đích đoàn kết tất cả các lực lượng và đồng bào yêu nước Việt Nam không phân biệt đảng phái, giai cấp, tôn giáo, xu hướng chính trị, dân tộc để làm cho nước Việt Nam độc lập, thống nhất, dân chủ, phú cường; Liên Việt được lập ra để kêu gọi các tổ chức chống Pháp mà không thuộc Việt Minh hoặc Đảng Cộng sản Đông Dương; do đó Liên Việt được xem là tổ chức lớn thứ 2 sau Việt Minh; Liên Việt hợp nhất với Việt Minh từ tháng 3 năm 1949 thành Mặt trận Liên Việt
3. Mặt trận Liên Việt: một liên minh chính trị tại Việt Nam từ năm 1951 đến 1955, được thành lập trên cơ sở hợp nhất từ 2 tổ chức Việt Minh và Liên Việt; do Đảng Cộng sản Đông Dương lãnh đạo
4. Đảng Cộng sản Đông Dương (sau là Đảng Lao động Việt Nam): tuyên bố giải tán năm 1945 bởi áp lực từ Pháp, Mỹ, và Trung Hoa Dân quốc; hoạt động chính thức trở lại từ Đại hội II với tên mới là Đảng Lao động Việt Nam; Đảng Cộng sản Đông Dương là lực lượng nồng cốt của Việt Minh; Theo CIA, Đảng Cộng sản Đông Dương vẫn là nòng cốt của Việt Minh với năm 1931: 1 500 thành viên, 1946: 50 000 thành viên, 1950: 400 000 thành viên[143].
5. Đảng Dân chủ Việt Nam: tổ chức của giới trung lưu, phần lớn hoạt động ở Bắc Bộ, ủng hộ Việt Minh và chính phủ Việt Nam Dân chủ Cộng hòa[143].
6. Đảng Xã hội Việt Nam: theo khuynh hướng dân chủ xã hội, ủng hộ Việt Minh và chính phủ Việt Nam Dân chủ Cộng hòa[143].
7. Việt Nam Quốc dân Đảng (Việt Quốc): có hệ tư tưởng là chủ nghĩa dân tộc và chủ nghĩa xã hội theo học thuyết Tam Dân; phần lớn thành viên ủng hộ Trung Hoa Dân quốc, về sau theo Pháp rồi di tản vào miền nam; một nhóm nhỏ tách ra theo kháng chiến và ủng hộ Việt Nam Dân chủ Cộng hòa[143].
8. Việt Nam Cách mệnh Đồng minh Hội (Việt Cách): là một nhóm liên minh năm 1942; phần lớn ủng hộ Trung Hoa Dân quốc rồi sau ủng hộ Pháp; một nhóm nhỏ tách ra theo kháng chiến ủng hộ Việt Nam Dân chủ Cộng hòa; sau suy yếu rồi tan rã từ cuối năm 1946 [143].
9. Phong trào Đệ Tứ Quốc tế (Trotskyist): chống cả Pháp lẫn Việt Minh; sau bị Việt Minh tiêu diệt từ tháng 10 năm 1945[143].
10. Nhóm Bình Xuyên chống Pháp: lực lượng Bình Xuyên của thủ lĩnh Dương Văn Dương, em trai Dương Văn Hà và Huỳnh Văn Trí chỉ huy, về sau sát nhập vào Vệ Quốc Đoàn của Việt Minh; một bộ phận li khai ủng hộ Pháp và Bảo Đại
11. Thanh niên Tiền phong: tổ chức chính trị - xã hội hoạt động chủ yếu tại Nam Kỳ trong năm 1945; được xem là tổ chức lớn mạnh nhất tại Nam Bộ; Thanh niên Tiền phong gia nhập Việt Minh sau Cách mạng Tháng Tám

#### Các đảng, tổ chức liên minh với Pháp
1. Mặt trận Thống nhất Quốc gia Liên hiệp: là một liên minh có thiên hướng ủng hộ cựu hoàng Bảo Đại, chủ trương thành lập Quốc gia Việt Nam để đoàn kết ba kỳ của Việt Nam, giành độc lập cho Việt Nam và thành lập một nhà nước cộng hòa dân chủ nhưng không tách khỏi khối Liên hiệp Pháp[143][144].
2. Việt Nam Cách mệnh Đồng minh Hội: tái thành lập năm 1946 ở Trung Quốc, có khoảng 5.000 thành viên, định hòa giải với Việt Minh nhưng không thành, ủng hộ Bảo Đại nhưng đòi cứng rắn với Pháp[143].
3. Việt Nam Quốc dân Đảng (không kể nhóm theo Việt Minh): có khoảng 5.000 thành viên chủ yếu ở miền Bắc, ủng hộ Bảo Đại[143].
4. Việt Nam Dân chủ Xã hội Đảng: tách ra từ các nhóm Bình Xuyên, Hòa Hảo, Cao Đài theo Việt Minh ban đầu, ở Nam Bộ, sau đó tháng 11 năm 1947 do tranh chấp với Hòa Hảo, không còn hoạt động[143].
5. Đoàn thể Dân chúng: chống Việt Minh, thành lập ở Hà Nội, đến 1949 gần như tan rã[143].
6. Việt Nam Quốc gia Thanh niên Đoàn: nhóm nhỏ Bắc kỳ[143].
7. Đoàn thể Cao Đài: là tổ chức do Phạm Công Tắc lãnh đạo, bị chia rẽ. Vào tháng 1 năm 1948, Cao Đài đã ký kết một hiệp ước hòa bình với Phật giáo Hòa Hảo, và cam kết hỗ trợ cho Bảo Đại. Phạm Công Tắc công khai đứng về phía chính phủ Bảo Đại vào tháng 7 năm 1949[143].
8. Phật giáo Hòa Hảo: chống Anh – Pháp giai đoạn 1945 thời Huỳnh Phú Sổ, sau ủng hộ cho phục hồi Bảo Đại, nhưng quan hệ với các phe phái khác và Pháp còn căng thẳng[143].
9. Tịnh độ cư sĩ: chủ yếu người gốc Hoa[143].
10. Việt Nam Liên đoàn Công giáo: ban đầu ủng hộ Việt Nam Dân chủ Cộng hòa, sau được Ngô Đình Diệm đưa vào Mặt trận Thống nhất Quốc gia Liên hiệp ủng hộ Bảo Đại[143].
11. Liên khu Bình Xuyên: ban đầu hợp tác với Việt Minh, sau một nhóm tách ra hợp tác với Bảo Đại, nhưng cảnh giác với Pháp.
12. Việt Nam Quốc gia Liên hiệp: thành lập tháng 12 năm 1947, tại Hà Nội vận động chính trị ủng hộ Bảo Đại, nhưng hoạt động ít hiệu quả[143].
13. Việt Nam Phục quốc Đồng minh Hội: phục hồi từ 1947 từ các phần tử dân tộc chủ nghĩa theo gương Nhật Bản, hoạt động ít hiệu quả. Trong năm 1946 và 1947 Cường Để vận động Mỹ chống Pháp, Hồ Chí Minh và Bảo Đại hòa giải, nhưng Cường Để chết 1951, tổ chức tan vỡ[143].
14. Đảng Dân chủ Đông Dương, Đảng Dân chủ Nam Kỳ, Mặt trận Nhân dân Đông Dương, và Phong trào Nhân dân Nam Kỳ, ủng hộ cho giải pháp của Pháp, ít nhiều hỗ trợ cho Bảo Đại[143].

## Kinh tế
Nền kinh tế Việt Nam Dân chủ Cộng hòa là nền kinh tế kế hoạch theo khuôn mẫu của chế độ xã hội chủ nghĩa.
Chủ trương của Đảng Lao động Việt Nam là thực hiện cách mạng với hai mục tiêu "đưa miền Bắc tiến lên xã hội chủ nghĩa" và "dùng hậu phương miền Bắc đấu tranh giải phóng miền Nam".

### Cải cách ruộng đất
Giữa năm 1955 và năm 1956, một cuộc cải cách ruộng đất được tiến hành với mục đích lấy ruộng đất của địa chủ, cường hào chia cho nông dân. Cuộc cải cách đã phạm phải nhiều sai lầm như đấu tố nhầm, tràn lan, xử tội không thông qua tòa án hoặc chỉ qua "tòa án nhân dân". Các nhà lãnh đạo chính quyền, trong đó có Hồ Chí Minh, đã chính thức phải xin lỗi trước dân chúng về các sai lầm này đồng thời cách chức và xử phạt nhiều cán bộ.
Trong 3.563 xã thuộc 22 tỉnh và những vùng ngoại thành ở miền Bắc đã thực hiện cải cách ruộng đất, các đội cải cách ruộng đất đã chỉ ra 47.890 địa chủ, chiếm 1,87% tổng số hộ và 2,25% tổng số nhân khẩu ở nông thôn. Trong số địa chủ đó, có 6.220 hộ là cường hào gian ác, chiếm 13% tổng số hộ địa chủ. Nghị quyết của Hội nghị Trung ương Đảng Lao động Việt Nam lần thứ 14 về tổng kết cải cách ruộng đất đã nêu rõ: "Những tên địa chủ có nhiều tội ác với nông dân và là phản động đầu sỏ cùng một số tổ chức của chúng đã bị quần chúng tố cáo và bị trừng trị theo pháp luật". Số địa chủ bị tuyên án tử hình trong chương trình Cải cách ruộng đất không được thống kê chính xác và gây tranh cãi. Các nhà nghiên cứu phương Tây đưa ra các số liệu rất khác nhau và không thống nhất, theo Gareth Porter: từ 800 đến 2.500 người bị tử hình; theo Edwin E. Moise (sau một công cuộc nghiên cứu sâu rộng hơn): vào khoảng 5.000; theo giáo sư sử học James P. Harrison: vào khoảng 1.500 người bị tử hình cộng với 1.500 bị giam giữ. Do tiến hành vội vã, nhiều địa chủ bị kết án oan sai, nên từ năm 1956, các chiến dịch sửa sai được tiến hành, các địa chủ bị kết án oan được trả tự do, minh oan, trả lại danh dự và được tạo điều kiện sinh sống. Qua cải cách ruộng đất ở miền Bắc, trên 810.000 hecta ruộng đất của đế quốc và địa chủ, ruộng đất tôn giáo, ruộng đất công và nửa công nửa tư đã bị tịch thu, trưng thu, trưng mua để chia cho 2.220.000 hộ nông dân lao động và dân nghèo ở nông thôn, bao gồm trên 9.000.000 nhân khẩu. Như vậy là 72,8% số hộ ở nông thôn miền Bắc đã được chia ruộng đất. Tính đến tháng 4 năm 1953, số ruộng đất trực tiếp tịch thu của địa chủ chia cho nông dân bằng 67,67% tổng số ruộng đất mà địa chủ chiếm hữu nǎm 1945.
Trong một thời gian ngắn (đến 1955), các công trình thủy lợi bị Pháp phá hủy đều dần được khôi phục, diện tích tưới lên lại 202.374 ha. Năm 1958, sản xuất nông nghiệp nói chung và thủy lợi nói riêng đã vượt mức trước chiến tranh. Nghị quyết 63 của Bộ Chính trị đưa ra mục tiêu "thắng được hạn hán, úng, bão, xâm nhập mặn và lụt lớn". Công trình đại thủy nông Bắc Hưng Hải được chọn làm đột phá với nhiệm vụ tưới tiêu cho 156.000 ha. Ngày 1/10/1958, Thủ tướng Phạm Văn Đồng đã khởi công công trình. Trong thời gian thi công, Hồ Chí Minh đã xuống động viên và kiểm tra 4 lần: "Bây giờ chịu khó phấn đấu trong mấy tháng. Sau này sẽ hưởng hạnh phúc lâu dài hàng trăm năm".
Trong giai đoạn 1955-1959, sản lượng lương thực quy thóc từ 3,76 triệu tấn năm 1955 tăng lên 5,19 triệu tấn năm 1959. Đầu năm 1965 đã xây dựng được 3.139 điểm cơ khí nhỏ, 7 trạm và 32 đội máy kéo, 33 công trình thủy lợi lớn, 1.500 công trình vừa và nhỏ được khôi phục và xây dựng, bảo đảm tưới tiêu chủ động cho hơn 500.000 ha diện tích trồng trọt. Nông nghiệp miền Bắc từ một nền nông nghiệp lạc hậu, độc canh, năng suất thấp dần dần trở thành một nền nông nghiệp được cơ khí hóa. Năm 1965, miền Bắc chỉ có 7 huyện và 640 hợp tác xã đạt mức sản lượng 5 tấn/ha/năm thì đến năm 1967 tăng lên 30 huyện và 2.628 hợp tác xã đạt đến mức sản lượng trên. Tỉnh Thái Bình, huyện Thanh Trì (Hà Nội), huyện Đan Phượng (Hà Tây) trở thành "vùng quê 5 tấn" (đạt năng suất 5 tấn lúa/1 hécta) đầu tiên trong lịch sử.

### Cải tạo kinh tế
Năm 1958, Hồ Chí Minh công bố: Thời kỳ khôi phục kinh tế đã kết thúc và mở đầu thời kỳ phát triển kinh tế một cách có kế hoạch. Tháng 11 năm 1958, Đảng Lao động Việt Nam quyết định đề ra kế hoạch phát triển kinh tế, văn hóa trong 3 năm (1958–1960) và tiến hành cải tạo xã hội chủ nghĩa (bao gồm hợp tác hóa nông nghiệp và cải tạo tư bản tư doanh), kế hoạch phát triển và cải tạo kinh tế, phát triển văn hóa của Chính phủ Việt Nam Dân chủ Cộng hòa được Quốc hội thông qua ngày 14 tháng 12 năm 1958. Đến cuối năm 1960, ở miền Bắc có 84,8% số hộ nông dân đã gia nhập hợp tác xã, chiếm 76% tổng diện tích canh tác, 520 hợp tác xã ngư nghiệp chiếm 77,2% tổng số hộ đánh cá, có 269 hợp tác xã nghề muối chiếm 85% tổng số hộ làm muối. Ở thành thị, 100% số cơ sở công nghiệp tư bản tư doanh thuộc diện cải tạo đã được tổ chức thành xí nghiệp công tư hợp doanh, xí nghiệp hợp tác, 1.553 doanh nhân thành người lao động. Có 90% tổng số thợ thủ công trong diện cải tạo đã tham gia các hợp tác xã thủ công nghiệp, trong đó hơn 70.000 thợ thủ công chuyển sang sản xuất nông nghiệp. Trong lĩnh vực thương nghiệp, đến 60% tổng số người buôn bán nhỏ, làm dịch vụ, kinh doanh ngành ăn uống thuộc diện cải tạo đã tham gia hợp tác xã, tổ mua bán, làm đại lý cho thương nghiệp quốc doanh và trên 10.000 người đã chuyển sang sản xuất.

### Kế hoạch 5 năm lần thứ nhất (1961–1965)
Bước vào thực hiện Kế hoạch nhà nước 5 năm lần thứ nhất, miền Bắc chuyển sang giai đoạn lấy xây dựng chủ nghĩa xã hội làm trọng tâm. Nhiệm vụ cơ bản của Kế hoạch 5 năm là ra sức phát triển công nghiệp và nông nghiệp, tiếp tục cải tạo xã hội chủ nghĩa, củng cố và tăng cường thành phần kinh tế quốc doanh, cải thiện một bước đời sống vật chất và văn hóa của nhân dân lao động, củng cố quốc phòng, tăng cường trật tự và an ninh xã hội.
Ngành công nghiệp được ưu tiên đầu tư xây dựng. Với sự giúp đỡ của Liên Xô, Trung Quốc và các nước xã hội chủ nghĩa, từ năm 1961 đến năm 1964, vốn đầu tư xây dựng cơ bản dành cho công nghiệp là 48%, trong đó công nghiệp nặng chiếm gần 80%. Giá trị sản lượng ngành công nghiệp nặng năm 1965 tăng ba lần so với năm 1960.
Trong những năm 1961–1965, 100 cơ sở sản xuất mới được xây dựng hoặc mở rộng như các nhà máy: cơ khí Hà Nội, cơ khí Trần Hưng Đạo, xe đạp Thống Nhất, đóng tàu Bạch Đằng, điện Uông Bí, khu gang thép Thái Nguyên,... Các khu công nghiệp Việt Trì, Thượng Đình (Hà Nội), các nhà máy đường Vạn Điểm, Sông Lam, sứ Hải Dương, pin Văn Điển, dệt 8/3, dệt kim Đồng Xuân,... đã sản xuất nhiều mặt hàng phục vụ dân sinh và quốc phòng. Công nghiệp quốc doanh chiếm tỉ trọng 93% trong tổng giá trị sản lượng công nghiệp toàn miền Bắc, giữ vai trò chủ đạo trong nền kinh tế quốc dân. Công nghiệp nhẹ cùng với tiểu thủ công nghiệp đã giải quyết được 80% hàng tiêu dùng thiết yếu cho nhân dân.
Trong nông nghiệp, sau khi đưa đại bộ phận nông dân vào các hợp tác xã, từ năm 1961, các địa phương thực hiện chủ trương xây dựng hợp tác xã sản xuất nông nghiệp bậc cao. Nông dân áp dụng khoa học – kỹ thuật vào sản xuất. Hệ thống thủy nông phát triển, nhiều công trình mới được xây dựng, tiêu biểu như công trình Bắc–Hưng–Hải. Nhiều hợp tác xã đạt và vượt năng suất 5 tấn thóc/ha cây trồng.
Thương nghiệp quốc doanh được Nhà nước ưu tiên phát triển nên đã chiếm lĩnh được thị trường, góp phần vào phát triển kinh tế, củng cố quan hệ sản xuất mới, ổn định và cải thiện đời sống nhân dân.
Hệ thống giao thông đường bộ, đường sắt, đường liên tỉnh, liên huyện, đường sông, đường hàng không được củng cố. Việc đi lại trong nước và giao thông quốc tế thuận lợi hơn trước.
Sự phát triển của nền kinh tế miền Bắc đã tạo điều kiện để miền Bắc tăng cường chi viện cho tiền tuyến miền Nam. Trong 5 năm (1961–1965), một khối lượng lớn vũ khí, đạn dược, thuốc men được chuyển vào chiến trường. Nhiều cán bộ, chiến sĩ trong lĩnh vực quân sự, chính trị, văn hóa, giáo dục, y tế được huấn luyện và đưa vào Nam tham gia chiến đấu, phục vụ chiến đấu và xây dựng vùng giải phóng.
Mặc dù vẫn còn những khó khăn trong nền kinh tế như sản xuất hàng hóa phục vụ đời sống nhân dân còn thiếu, phải nhập khẩu từ các nước xã hội chủ nghĩa; các hợp tác xã sản xuất nông nghiệp cao còn chưa nhiều, song Kế hoạch Nhà nước 5 năm lần thứ nhất (1961–1965) đã làm thay đổi to lớn bộ mặt xã hội miền Bắc.
Kế hoạch Nhà nước 5 năm (1961–1965) đang thực hiện có kết quả thì ngày 7 tháng 2 năm 1965, Mỹ chính thức gây ra cuộc chiến tranh phá hoại bằng không quân và hải quân đối với miền Bắc Việt Nam. Miền Bắc phải chuyển hướng xây dựng và phát triển kinh tế cho phù hợp với điều kiện chiến tranh.

### 1966–1976
Bước vào giai đoạn mới với tình huống chiến tranh phá hoại miền Bắc rất khốc liệt bằng không quân của Mỹ qua hai đợt (1964–1968 và 1972), Đảng và Nhà nước đã có những chủ trương kịp thời để chuyển hướng kinh tế nói chung và công nghiệp nói riêng: Nghị quyết Hội nghị Trung ương lần thứ 11, Nghị quyết Trung ương 105 (1965) và Chỉ thị 143 trung ương (1969) về chuyển hướng phát triển công nghiệp địa phương và tiểu thủ công nghiệp trong tình hình mới có chiến tranh; Chỉ thị số 11 của phủ Thủ tướng (9 tháng 1 năm 1971) về ổn định và cải tiến công tác quản lý công nghiệp và xí nghiệp công nghiệp quốc doanh (đợt thí điểm cải tiến quản lý công nghiệp bước I), Chỉ thị của Thủ tướng Chính phủ về việc tiếp tục tăng cường cải tiến công tác quản lý công nghiệp thời kỳ hoà bình khôi phục 1973–1975 (đợt cải tiến quản lý công nghiệp bước II).
Tinh thần và nội dung của sự chuyển hướng này không chỉ là để phù hợp với tình hình thời chiến, mà còn nhằm đổi mới cơ chế quản lý là xác định đường lối công nghiệp hoá cho phù hợp với điều kiện quá độ từ sản xuất nhỏ lên sản xuất lớn. Chủ trương và những nội dung chủ yếu chuyển hướng phát triển công nghiệp trong giai đoạn mới là:
Thứ nhất, di chuyển nhanh chóng các cơ sở sản xuất và kho tàng về nơi sơ tán, bảo vệ an toàn xí nghiệp, duy trì sản xuất trong mọi tình huống, cải tiến công tác tổ chức sản xuất công nghiệp phù hợp với tình hình có chiến tranh, kết hợp sản xuất và chiến đấu, đảm bảo cung cấp các hàng hoá tiêu dùng thiết yếu và duy trì đời sống nhân dân không bị đảo lộn trong chiến tranh.
Thứ hai, khẩn trương xây dựng và phát triển mạng lưới công nghiệp địa phương về các vùng hậu phương trung du và miền núi, phân bố lại sản xuất công nghiệp để gắn với nguồn nguyên liệu và thị trường tiêu thụ, gắn công nghiệp với nông nghiệp và với các ngành kinh tế quốc dân khác, gắn kinh tế với quốc phòng.
Thứ ba, chấn chỉnh lề lối quản lý kinh tế, chống căn bệnh hành chính tập trung quan liêu, tăng cường tính tự chủ của cơ sở, giảm sự can thiệp hành chính vào kinh doanh.
Cuối cùng, tính tới yêu cầu phát triển lâu dài, ngay trong chiến tranh vẫn tiến hành nghiên cứu điều tra cơ bản, thăm dò và khảo sát, lập quy hoạch dài hạn, có kế hoạch đào tạo đội ngũ để chuẩn bị cho xây dựng lớn khi hoà bình.

### Thuế khóa
Loại thuế chính là thuế nông sản, đánh trực tiếp và tính theo đầu người chứ không phải theo năng suất. Dưới 70 kg nông sản/người thì được miễn thuế. Nhà nước đánh thuế 5% ở ngạch 70–95 kg/người và tăng lên thành 44% ở ngạch trên 1800 kg/người. Đất mới đưa vào canh tác thì được miễn 5 năm. Khoảnh đất 100 m² vườn cũng được miễn.
Thuế nhập khẩu tùy thuộc vào mặt hàng; hàng hóa thuộc hàng xa xỉ phẩm chịu 100% thuế. Thuế mổ thịt gia súc là 10%. Ngoài ra có thuế chợ, thuế cầu, thuế đò, và thuế con niêm.
Nhà nước cũng huy động quyên góp cho các công trình và chi phí một cách tự nguyện.

## Giáo dục
Một thành tựu của Việt Nam Dân chủ Cộng hòa là xóa mù chữ. Năm 1945, 95% dân số Việt Nam mù chữ. Ngày 8 tháng 9 năm 1945, Chính phủ thành lập một Bình dân học vụ trên cả nước, những lớp học bình dân buổi tối cho nông dân, thợ thuyền và quy định chế độ học chữ quốc ngữ bắt buộc, miễn phí. Để phục vụ chiến dịch xóa mù chữ, Nha Bình dân học vụ được thành lập vào ngày 18 tháng 9 năm 1945. Các lớp học Bình dân học vụ được mở ở cả ba miền. Tính đến tháng 9 năm 1946, phong trào Bình dân học vụ tổ chức được 75.000 lớp học với hơn 95.000 giáo viên, hơn 2.500.000 người được dạy biết đọc, biết viết.